# Sancho de Castilla el de la Paz
Sancho de Castilla el de la Paz (c.1285 - Ledesma, 1312). Noble castellano. Fue hijo del infante Pedro de Castilla y de Margarita de Narbona.
Fue señor de las villas de Ledesma, Salvatierra, Granadilla, Galisteo, Miranda del Castañar y Montemayor del Río, situadas en el reino de León, y también de toda la ribera del Río Coa y de las villas de Sabugal, Alfaiates, Castelo Rodrigo, Castelo Melhor, Castelo Bom, Almeida, Vilar Maior y Monforte, que habían pertenecido a su padre y actualmente se encuentran en territorio portugués. Sin embargo, cuando Sancho de Castilla murió en 1312, todos sus señoríos, incluyendo el de Ledesma, volvieron a la Corona por haber fallecido sin dejar descendencia.
Fue nieto del rey Alfonso X de Castilla.

## Orígenes familiares
Era hijo del infante Pedro de Castilla y de su esposa, Margarita de Narbona, y por parte paterna era nieto del rey Alfonso X de Castilla y de su esposa, la reina Violante de Aragón. Y por parte materna era nieto de Aimery VI de Narbona, vizconde de Narbona, y de su esposa, Sibila de Foix.
Además, fue hermanastro por parte paterna de Sancho Pérez de Paz, que fue paje en la Corte de Sancho IV de Castilla y señor de la calle de los Corrales de la Rúa de Salamanca. Y debido a que los dos hermanastros se llamaban Sancho, algunos historiadores les confundieron a ambos en siglos pasados y aún les confunden en la actualidad.

## Biografía

### Infancia y actuaciones durante el reinado de Sancho IV (1283-1295)

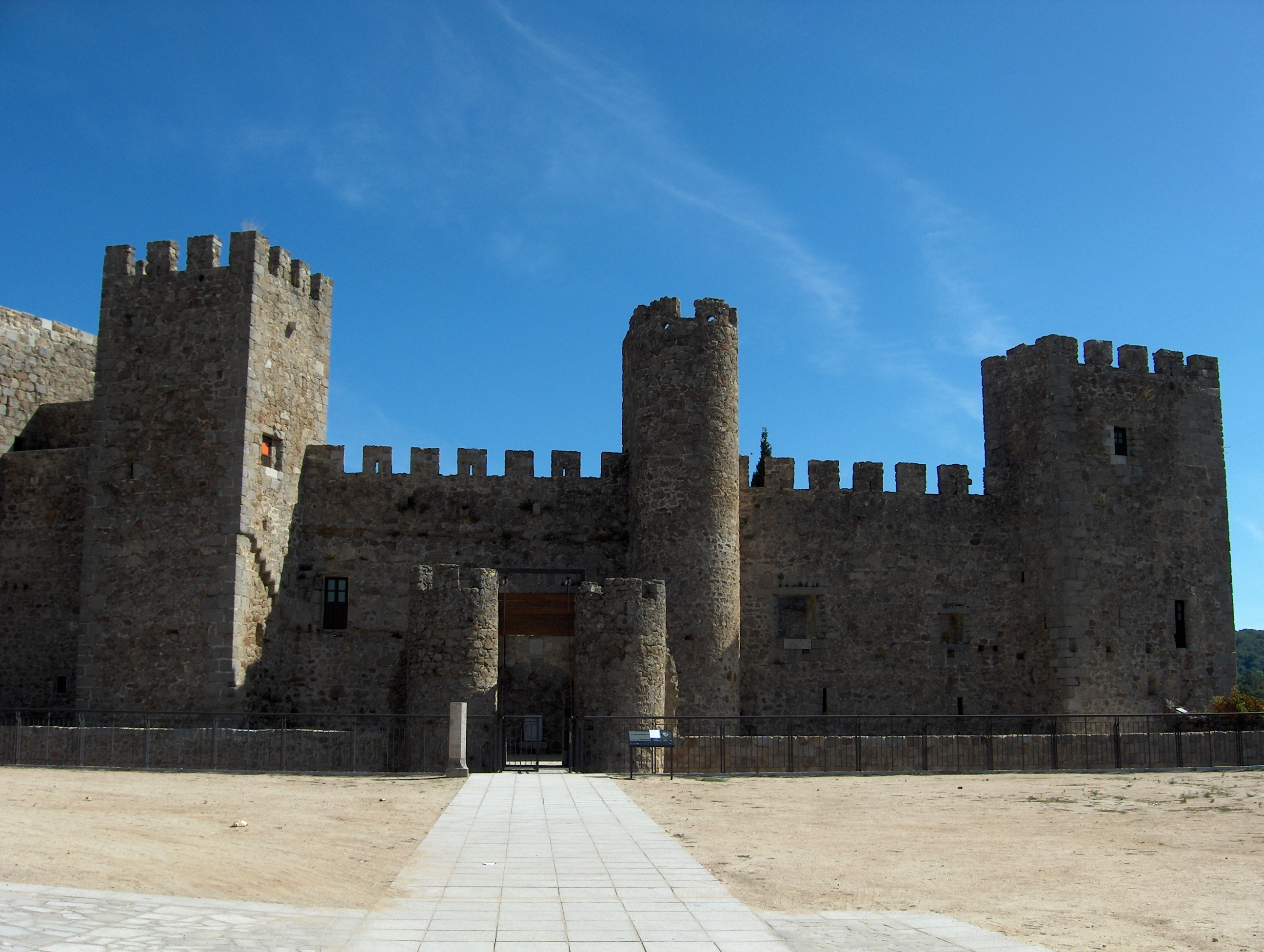
Castillo de San Vicente de Montemayor del Río, que perteneció a Sancho de Castilla.

Se desconoce su fecha exacta de nacimiento, aunque según el historiador y genealogista Jaime de Salazar y Acha debió nacer hacia el año 1285. Su padre, el infante Pedro de Castilla, falleció en Ledesma en octubre de 1283, cuando Sancho tenía poco más de un año de edad, por lo que quedó bajo la tutela de su madre. Y la mayoría de los historiadores afirman que durante su infancia Sancho vivió en sus posesiones de Ledesma junto a su madre, que gobernó y administró en nombre de su hijo sus extensos señoríos, aunque otros aseguran que se crio en la Corte de Sancho IV y que era muy apreciado por este y por la reina María de Molina debido al apoyo que Margarita de Narbona había prestado siempre al rey.
Entre las inmensas posesiones que Sancho heredó de su padre figuraban los señoríos de Ledesma, Montemayor, Salvatierra, Granadilla, Galisteo y Miranda del Castañar, situados en el reino de León, y también toda la ribera del Río Coa y las villas de Sabugal, Alfaiates y Castelo Rodrigo, que actualmente se encuentran en territorio portugués, y el historiador Manuel García Fernández señaló que los señoríos de Sancho de Castilla eran codiciados «desde antiguo» tanto por los portugueses como por los castellanos, y también que los habitantes de ambos reinos conocían la «debilidad fronteriza» de los mismos al ser defendidos únicamente por Margarita de Narbona. Y en las cuentas de la monarquía de esa época consta, según José Luis Martín, que los derechos reales que correspondían a la Corona en los señoríos de Sancho de Castilla eran recaudados por este, y también que los procedentes de la comarca de Ribacoa eran inferiores a los recaudados en Ledesma.
Su abuelo, el rey Alfonso X de Castilla, falleció en Sevilla a los 62 años de edad el día 4 de abril de 1284, y a continuación el infante Sancho, que era su hijo mayor, comenzó a reinar como Sancho IV de Castilla y fue proclamado rey en Ávila, donde había sido informado de la muerte de su padre. Y en una lista que detalla un «reparto de tierras» que la Corona realizó entre los nobles en 1288, aunque algunos autores afirman que podría ser posterior a 1291, la suma que recibió Sancho de Castilla ascendía a 166.800 maravedís, siendo solamente superada, como señaló Miguel Ángel Ladero Quesada, por la que recibió el infante Juan de Castilla, que era de 416.400 maravedís, y la de Don Juan Manuel, que ascendió a 202.000 maravedís.
 

En 1288, tras una protesta del obispo de Córdoba y del cabildo catedralicio de dicha ciudad, el rey Sancho IV decretó que la Iglesia cordobesa podría percibir en el señorío de Cabra, que pertenecía a Sancho de Castilla, el diezmo de los almojarifazgos, el de los musulmanes que trabajaban las tierras de los cristianos, y también el derivado del ganado extremeño que llegaba a Cabra desde otros obispados. Y Sancho IV ordenó al maestre de la Orden de Calatrava, Juan González, que se encargara de que la sentencia emitida a favor de la Iglesia cordobesa fuera puesta en práctica, aunque en realidad, como señaló el historiador y eclesiástico Manuel Nieto Cumplido, encontraría algunas dificultades para hacerlo, ya que el día 4 de marzo de 1290 el rey volvió a insistir en otro documento sobre el mismo asunto.

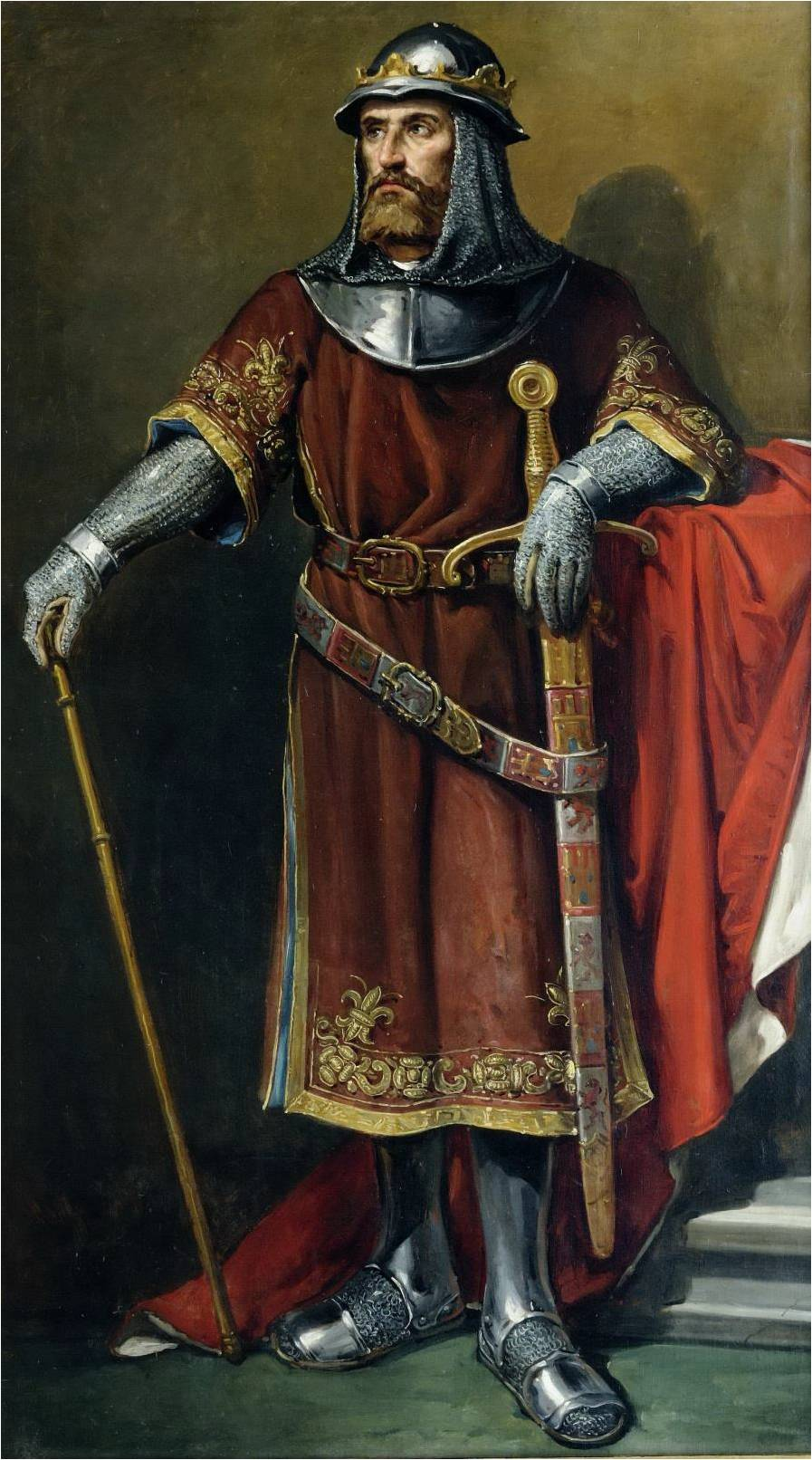
Retrato imaginario de Sancho IV de Castilla. José María Rodríguez de Losada. (Ayuntamiento de León).

Al comenzar el reinado de Sancho IV, y a pesar de su corta edad, el nombre de Sancho de Castilla, por su condición de sobrino carnal del rey y de nieto de Alfonso X, siempre ocupaba el primer lugar de la cuarta columna, que correspondía a los ricoshombres leoneses, cuando confirmaba en los privilegios emitidos por Sancho IV, ya que la mayoría de sus señoríos, al estar ubicados en la actual provincia de Salamanca, pertenecían al reino de León, y al confirmar siempre lo hacía como «Don Sancho fijo del Infante Don Pedro». Y la historiadora Mercedes Gaibrois Riaño de Ballesteros subrayó el hecho de que al igual que Sancho de Castilla encabezaba en los privilegios la columna de los ricoshombres leoneses, el célebre escritor Don Juan Manuel, que era nieto de Fernando III y tío de Sancho de Castilla, siempre figuraba a la cabeza de la lista de los ricoshombres castellanos, a pesar de su corta edad, al confirmar en los privilegios. Y el día 15 de febrero de 1288, a pesar de su corta edad, Sancho de Castilla fue uno de los confirmantes del privilegio por el que Sancho IV ratificaba otro que había emitido siendo infante y en el que concedía a la Puebla del monasterio de Sancti Spiritus de Salamanca exención fiscal e inmunidad judicial, aunque dicha puebla no quedaría exenta de abonar la moneda forera y los gastos derivados de la reparación de puentes y murallas.
En 1288 existía una fuerte rivalidad en la Corte castellana entre los partidarios de una posible alianza con Francia y los que pretendían que Castilla se aliara con Aragón, siendo el infante Juan, hermano del rey, y el conde Lope Díaz III de Haro, señor de Vizcaya y privado del monarca, partidarios de esta última opción, aunque al final, mientras se encontraba en Toro con sus principales consejeros y con los dos individuos mencionados anteriormente, el rey se decantó a favor de la alianza con Francia.
En esos momentos la influencia que el señor de Vizcaya ejercía sobre el rey había comenzado a disminuir, y únicamente era apoyado por el infante Juan, y en vista de su apurada situación, y contando con el apoyo de aquel, Lope Díaz III de Haro le propuso a Margarita de Narbona que se casase con él, aunque previamente el conde se comprometió a conseguir que su matrimonio con Juana Alfonso de Molina, hermanastra de la reina María de Molina, fuera anulado por razones de parentesco, ya que su esposa era nieta del rey Alfonso IX de León, y él era bisnieto del mismo monarca. Sin embargo, el verdadero objetivo del señor de Vizcaya y del infante Juan era contar con el apoyo de Margarita de Narbona en la rebelión que ambos planeaban contra Sancho IV, ya que deseaban que las extensas posesiones controladas por la madre de Sancho de Castilla y sus numerosas fortalezas participaran abiertamente en esa lucha, siendo todo ello relatado en la Crónica de Sancho IV:

Y ellos embiaron luego mover pleito à Doña Margarita madre de D. Sancho, mujer que fue del Infante Don Pedro. Y efta Doña Margarita tenía por fu hijo, à Ledefma, Caftel-Rodrigo y Sabugal, y Alfayates, y toda la Ribera de Coa, y Montemayor, y Salvatierra, que eran todas de heredaminso defte D. Sancho, que era mozo, y lo heredàra del Infante Don Pedro fu padre, y que ella que quifieffe con fu hijo tenerfe con ellos: y que por la hacer cierta à ella, y à fu hijo, que cafarian con ella al Conde D. Lope. Y efta Doña Margarita no era natural de la tierra: ca era hija del señor de Narbona. Y defque ella oyò el pleito del cafamiento confintiò en ello. Y el Rey D. Sancho fueffe para la villa de Carriòn, y tuvo aì la Quarefma: y el Conde D. Lope fueffe para Caftilla, y el Infante D. Juan fueffe para Ledefma, èl y Diego Lopez de Campos a Doña Margarita para firmar el cafamiento della, y del Conde D. Lope. Hicieronle encreyente à ella que el Conde D. Lope deja va à Doña Juana fu mujer, por razón que eftava en pecado con ella, y Doña Margarita creyòlo, y firmaron fu cafamiento.

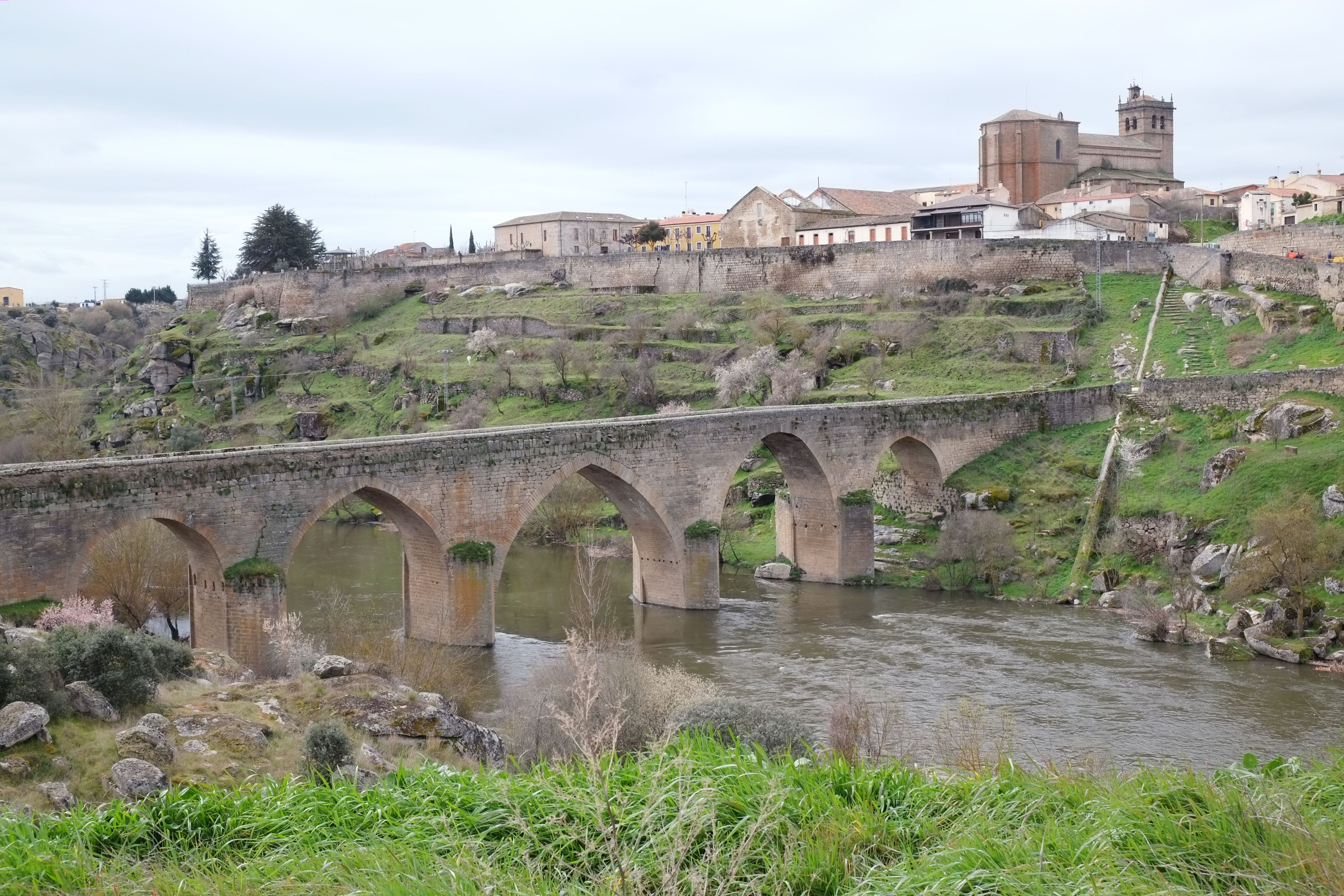
Vista del municipio de Ledesma. (Provincia de Salamanca).

El infante Juan visitó a su cuñada, Margarita de Narbona, que se encontraba en Ledesma, acompañado por Diego López de Campos, que era pariente del señor de Vizcaya, y consiguió que ella firmara un contrato matrimonial para casarse con este último. Y Margarita de Narbona, por su parte, se comprometió antes de casarse con el señor de Vizcaya a que sus hombres, en colaboración con los del infante Juan, que también poseía algunos señoríos en la zona, devastaran todo lo posible las tierras de realengo situadas junto a las ciudades de Salamanca y Ciudad Rodrigo, aunque otros autores afirmaron que se comprometió a que sus vasallos reconocieran como rey a Alfonso de la Cerda, que se había rebelado contra su tío Sancho IV, e hicieran la guerra a este último.
Y poco después, como señaló Antonio Benavides Fernández de Navarrete, los hombres del infante Juan y los del señor de Vizcaya comenzaron a atacar las tierras del rey desde las posesiones del joven Sancho de Castilla, y Diego López de Campos tomó Castelo Rodrigo e hizo correrías en Ciudad Rodrigo. Y al mismo tiempo el infante Juan devastó las tierras de Salamanca, y los súbditos de Margarita de Narbona y de su hijo Sancho se rebelaron contra Sancho IV en sus villas de Ledesma, Granadilla, Galisteo, Miranda del Castañar y Sabugal.
Y poco después Lope Díaz III de Haro se entrevistó con Sancho IV en la iglesia de Santa María la Blanca de Villalcázar de Sirga, y el rey le pidió explicaciones al señor de Vizcaya sobre las tropelías y saqueos que se estaban llevando a cabo en las tierras de Salamanca, aunque el conde, como señaló José Manuel Nieto Soria, respondió al rey cínicamente e incluso extorsionándole, que «si el infante don Juan alguna cosa face, todo lo face por mi mandado, e si lo vos por bien toviéredes todo se fará muy bien», según consta en la Crónica de Sancho IV, lo que suponía una clara amenaza al rey.

Y el cronista Francisco de Rades y Andrada afirmó, al igual que otros historiadores, que Sancho IV ordenó al maestre de la Orden de Alcántara, Fernando Páez, que se apoderara de todos los lugares que se habían rebelado contra él, y el maestre lo hizo con tropas procedentes de las ciudades de Plasencia y Coria, situadas en la actual provincia de Cáceres. Y Rades y Andrada también señaló que tras conquistar las villas de Granadilla y Sabugal, que pertenecían a Sancho de Castilla, su madre se vio asediada por las tropas del maestre de Alcántara en su villa de Sabugal y una noche consiguió escapar y se refugió en Ledesma.

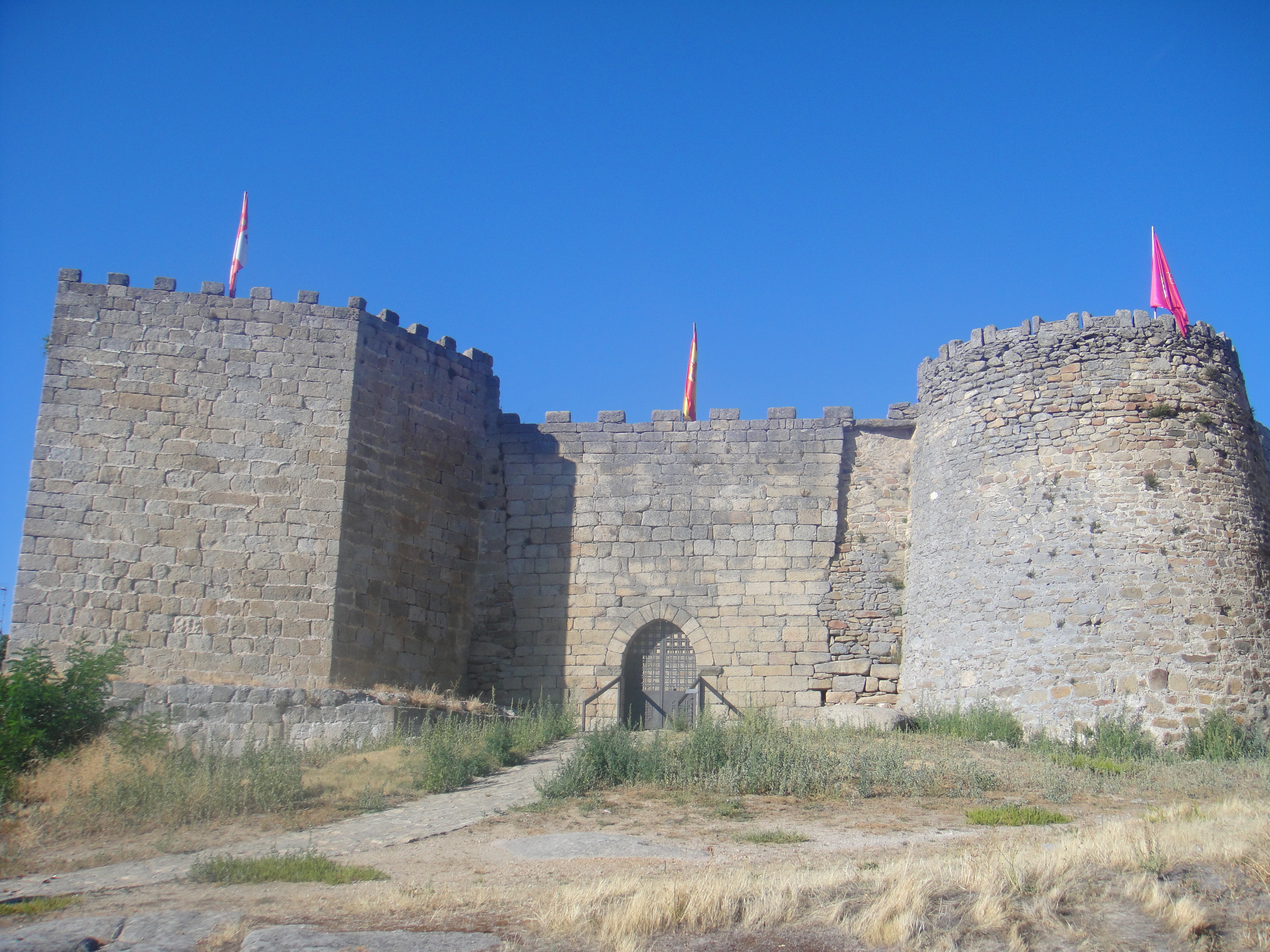
Puerta principal del castillo de Ledesma.

Sin embargo, el matrimonio entre Margarita de Narbona y el señor de Vizcaya no llegó a celebrarse, ya que el conde Lope Díaz III de Haro fue asesinado en Alfaro el día 8 de junio de 1288 en presencia del propio Sancho IV de Castilla, y el infante Juan consiguió salvar la vida en aquella ocasión gracias a la intervención de la reina María de Molina, aunque permaneció encerrado en prisión hasta que fue liberado por orden de su hermano el rey en agosto de 1291. Y el historiador Gervasio Velo y Nieto señaló que, cuando hubo transcurido algún tiempo desde que Margarita de Narbona se rebeló contra Sancho IV, «se calmó al fin esta belicosa señora», y a pesar de que el rey tenía motivos para castigarla con severidad, este devolvió a Sancho de Castilla, que aún era un niño, todos sus bienes y señoríos, y a su madre, como señaló Mercedes Gaibrois, solamente le quedaría el «mal recuerdo» de su proyectado matrimonio con el señor de Vizcaya y las numerosas pérdidas materiales ocasionadas en sus dominios.
En 1290, según consta en la Crónica de Sancho IV, las tropas de este monarca fueron completamente derrotadas en las cercanías de Chinchilla de Monte-Aragón por Juan Núñez II de Lara, que se había rebelado contra él apoyado por Alfonso III de Aragón. Y las tropas de Sancho IV estaban compuestas principalmente por las mesnadas de Sancho de Castilla, de Esteban Fernández de Castro, pertiguero mayor de Santiago, y de Juan Fernández Cabellos de Oro, que era mayordomo mayor del rey Sancho IV y nieto de Alfonso IX de León, aunque también tomaron parte en la batalla las fuerzas de los caballeros Pay Gómez Charino, Esteban López Florián, Lope Rodríguez y Ruy Gil de Villalobos, según consta en el capítulo VII de la mencionada crónica:

E el Rey, estando en Huepte atendiendo sus gentes, llególe mandado de commo don Juan Núñez era en Moya, e en commo entraba a correr el término de Cuenca e de Alarcón. E luego envió en Rey en pos dél grandes gentes que tinie consigo, que eran don Esteban Fernández de Castro, e gente de don Sancho, fijo del infante don Pedro, e don Lope Gutiérrez, e Ruy Gil de Villalobos, e don Juan Ferrández, fijo del deán de Santiago, e Pay Gómez Cherino e Esteban Pérez Florián con toda la mesnada e la caballería que era y del Rey, a tirarle la presa que levaba e echarle de la tierra; e alcanzáronle cabe Chinchilla, en un lugar que dicen Cabrera, do se alzó; e ellos llegaron y a él acometiéronle muy locamente por una angostura, en tal manera que mató muchos dellos e que los venció e les tomó a todos los pendones que levaban...

Y algunos historiadores afirmaron que a pesar de que los caballeros de Juan Núñez II de Lara, que sumaban unos 300, eran muy inferiores en número a los de Sancho IV, que eran unos 1.400, aquellos derrotaron completamente a estos últimos en un lugar llamado La Cabrera, cercano a Chinchilla de Monte-Aragón, y se apoderaron de unos diecisiete pendones que el señor de Lara llevó al reino de Aragón, donde se reunió con Alfonso III.

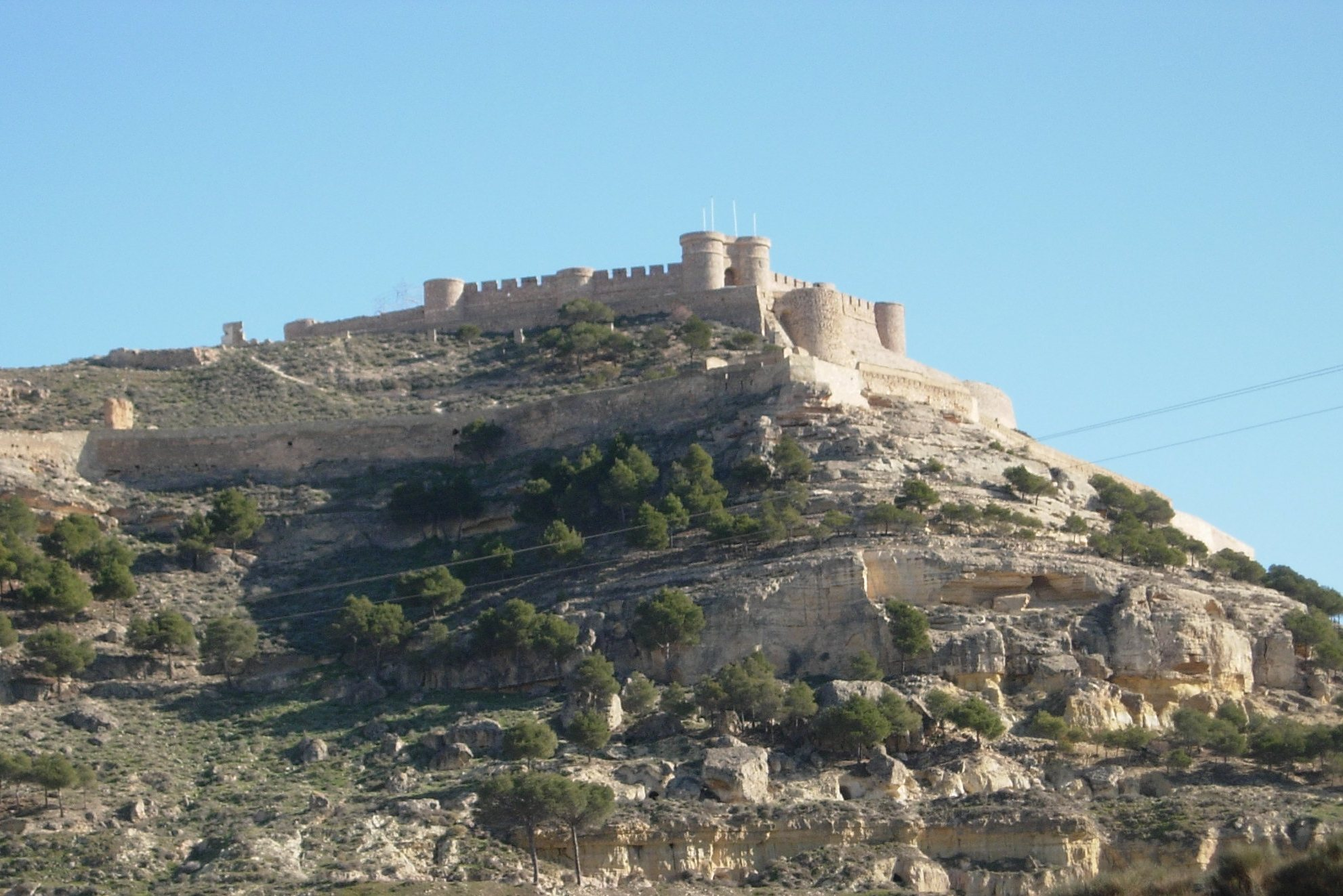
Vista del castillo de Chinchilla de Montearagón. (Provincia de Albacete).

Y en el Libro de las rentas ciertas de 1292, estudiado por Braulio Vázquez Campos en 2004, consta que Sancho de Castilla recibía 61.200 maravedís y ocupaba el octavo lugar entre los magnates que percibían más rentas de la Corona, aunque era superado, entre otros, por Juan Núñez II de Lara, Don Juan Manuel, Juan Alfonso de Haro, señor de los Cameros, los infantes Juan y Enrique, y Alfonso Téllez de Molina, hermano de la reina María de Molina, que eran miembros de la familia real o estaban emparentados con ella. Y en el conjunto de los «derechos» que la Corona recaudaba en el reino de León en 1292, y en los que estaban incluidas también las cantidades procedentes de las tercias y las salinas, Sancho de Castilla, que cobraba 67.700 maravedís, ocupaba el tercer lugar entre los individuos que más percibían, siendo solamente superado por Juan Fernández de Limia, que fue adelantado mayor de la frontera de Andalucía entre 1284 y 1287, y por Pedro Ponce de León, que llegaría a ser mayordomo mayor del rey Fernando IV de Castilla y adelantado mayor de la frontera de Andalucía.
En 1295 Margarita de Narbona, contando con el consentimiento de su cuñado, el rey Sancho IV, cedió su villa de Cabra a la Orden de Calatrava, recibiendo a cambio la de Santa Olalla. El señorío de Cabra y su castillo habían sido entregados en 1279 por Alfonso X a su hijo, el infante Pedro, como recompensa por su actuación en el fracasado sitio de Algeciras de 1278, y el historiador Manuel Nieto Cumplido destacó que con esa permuta la Orden de Calatrava, aunque no consiguió ninguna ganancia territorial, sí logró que su poder e influencia en el reino de Córdoba aumentaran considerablemente, ya que el término y el señorío de esa villa cordobesa abarcaba, según dicho historiador, unos 227 kilómetros cuadrados.
Sancho IV falleció en la ciudad de Toledo el día 25 de abril de 1295, y a continuación subió al trono su hijo Fernando IV, que en esos momentos tenía nueve años de edad.

### Actuaciones durante la minoría de edad de Fernando IV (1295-1302)

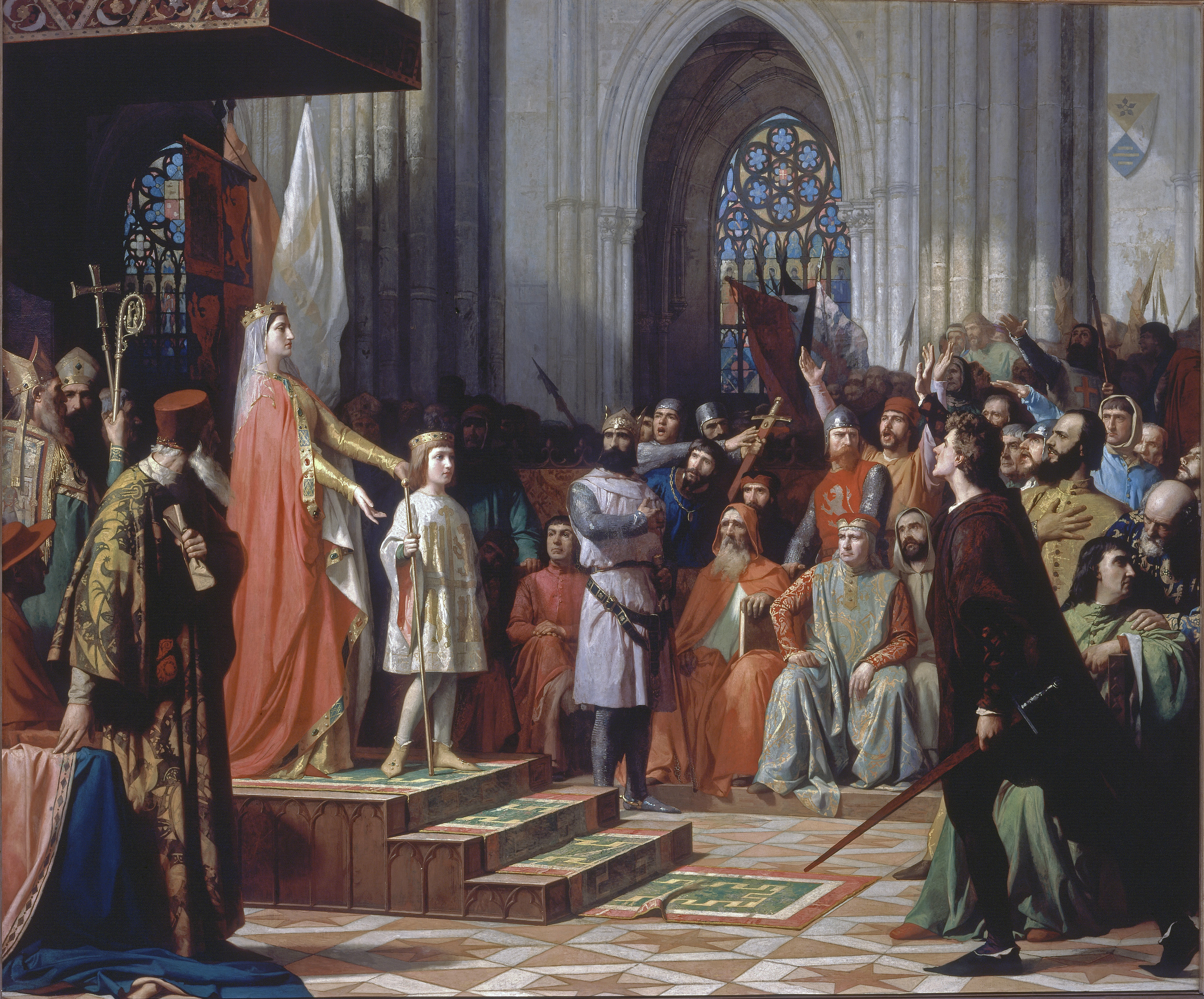
María de Molina presenta a su hijo Fernando IV en las Cortes de Valladolid de 1295. Óleo sobre lienzo de Antonio Gisbert Pérez. (1863). Congreso de los Diputados de España.

En las Cortes de Valladolid de 1295, celebradas poco después de la muerte de Sancho IV, quedó establecido que a la reina María de Molina, viuda de Sancho IV y madre de Fernando IV, le correspondería la crianza y la custodia de la persona del rey, pero también se acordó que la tutoría del rey y la guarda de los reinos, o lo que es lo mismo, la regencia, quedarían en manos del infante Enrique de Castilla el Senador, que era el único hijo vivo en esos momentos de Fernando III de Castilla. Y a pesar de las dificultades iniciales que encontró, al final la reina María de Molina consiguió que todos los procuradores que asistieron a esas Cortes rindiesen homenaje al rey Fernando IV y que reconocieran como su tutor al infante Enrique, que tenía 65 años de edad.
Los enemigos de Fernando IV le acusaban de haber nacido fruto de una unión bígama e incestuosa, ya que sus padres eran parientes cercanos, y causa de ello la reina María de Molina y su hijo se vieron obligados a luchar en esos momentos contra el infante Juan de Castilla, que pretendía ser rey de Castilla y León, contra Alfonso de la Cerda, que aspiraba a lo mismo que el anterior, y también a una coalición formada por los reinos de Portugal, Aragón, Granada y Francia, que apoyaban a ambos infantes. A principios de 1296 estalló la guerra entre Fernando IV y la coalición de reinos mencionada anteriormente, y en abril de ese mismo año Alfonso de la Cerda invadió el reino de Castilla, acompañado por tropas aragonesas, y se dirigió a la ciudad de León, donde el infante Juan fue proclamado rey de León, de Sevilla y de Galicia, siendo coronado como tal en la catedral de León, aunque diversos historiadores señalan que su área de influencia se limitaba a la ciudad de León y a algunas villas cercanas.
Y a continuación el infante Juan acompañó hasta Sahagún a Alfonso de la Cerda, donde este último fue proclamado rey de Castilla, Toledo, Córdoba, Murcia y Jaén, contando con la presencia y el apoyo del infante Pedro de Aragón, hijo del rey Pedro III de Aragón. Además, el infante Juan y sus aliados continuaron devastando Castilla, incendiando lugares y asesinando a gran cantidad de gente, por lo que, como señaló Manuel González García, «no es extraño» que en 1296 Fernando IV eximiera a todos los que acudieran a repoblar Salamanca del pago de todos los pechos, a excepción del de la moneda forera.

El rey Dionisio I de Portugal quebrantó en 1296 los acuerdos de paz que había firmado el año anterior con Fernando IV e invadió Castilla, ayudado por el infante Juan y por Alfonso de la Cerda, y devastando a su paso las tierras de Salamanca y Ciudad Rodrigo, que estaban situadas junto a los señoríos de Sancho de Castilla. Y el monarca portugués pasó por Tordesillas y se apoderó de la aldea de San Felices de los Gallegos, que según algunos autores pertenecía a Sancho de Castilla, aunque otros aseguran que formaba parte de la encomienda de Villa Turpín de la Orden de Alcántara. Y posteriormente Dionisio I llegó hasta Simancas, situada a dos leguas de Valladolid, pero no se atrevió a intentar conquistar esta ciudad, donde se encontraban Fernando IV y su madre, debido, entre otras razones, a que Juan Núñez II de Lara se negó a asediar la ciudad donde se encontraba el rey. Y cuando estaba en Simancas, Dionisio I fue informado en secreto de que las villas de Castelo Rodrigo, Sabugal y Alfaiates, que pertenecían a Sancho de Castilla, le serían entregadas sin dificultad, y el monarca portugués se apresuró a ocuparlas y las conquistó sin encontrar la menor resistencia, siendo todo ello relatado en la Crónica de Fernando IV:

É después que el rey de Portogal se partió destas compañas, é yéndose para su tierra, llegó a Castil Rodrigo, que la tenia D. Sancho, fijo del infante D. Pedro, é el dia que y llegó luego gelo dio el castillero, é otro dia fue á Alfayates é á Sabugal, que eran del señorio del rey, é que las tenia este D. Sancho, é dierongelas sin combatimiento ninguno, é asi ovo toda Rivadecoa fasta Cibdad Rodrigo. É este D. Sancho seyendo mozo pequeño é andava en poder de su madre, que avia nombre doña Margarida, que era de Narbona, é porque oviera vistas con este rey de Portogal ante quando entraba acá en la tierra, é ella traya la fasienda de su hijo en mal recaudo, é por esto se perdieron estos lugares; é quando la reyna Doña Maria supo en como el rey de Portogal avia cobrado estos lugares, tomó ende muy grand pesar porque se enajenavan en otro señorio. É desque vió que non tenia buenos defendedores, ovo de acuciar mas la fasienda del rey para yr contra estos enemigos tantos é tan fuertes que eran contra el rey para lo deseredar por tal de lo defender.

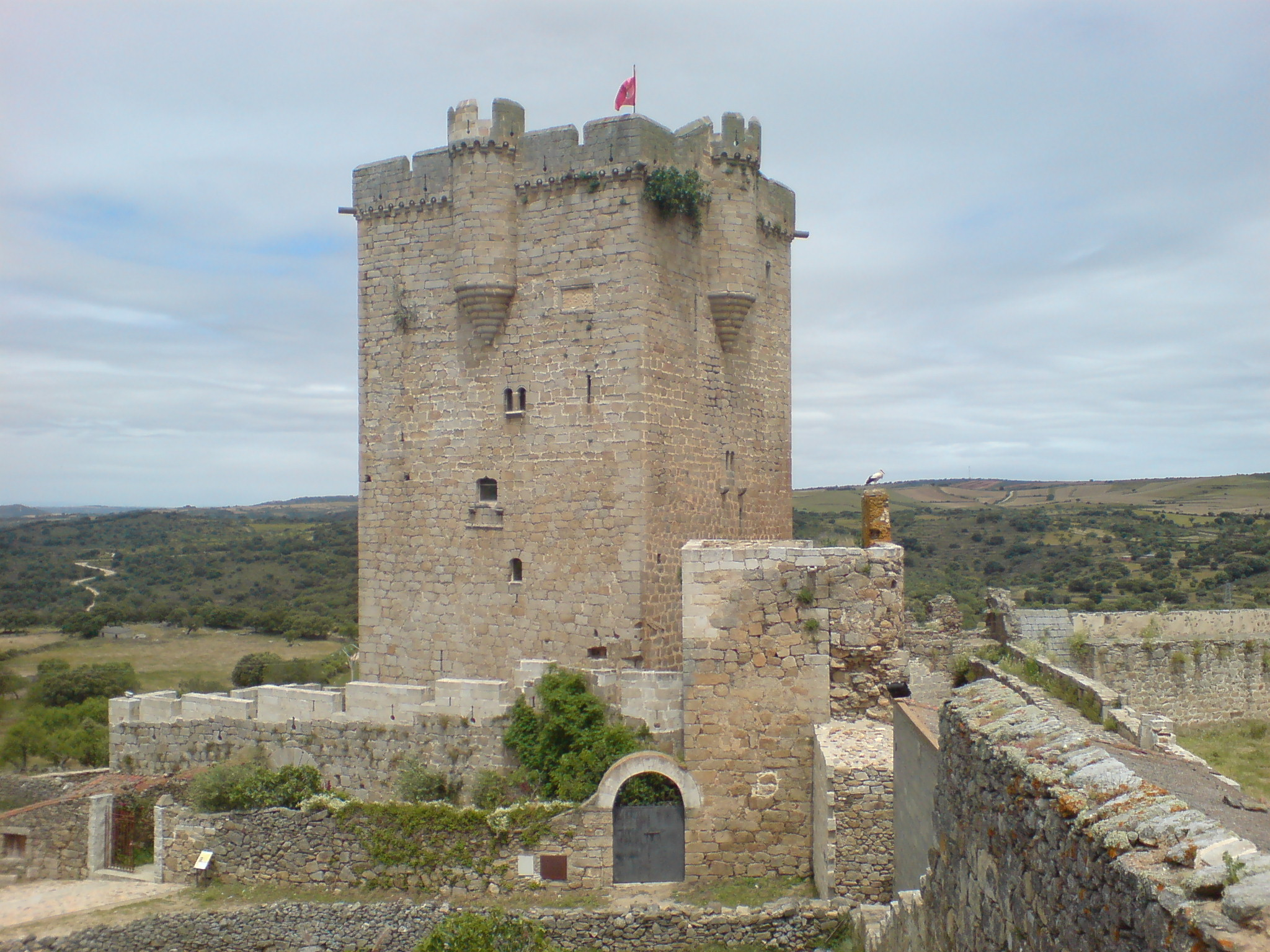
Torre del castillo de San Felices de los Gallegos, que según algunos autores perteneció a Sancho de Castilla. (Provincia de Salamanca).

Y después de apoderarse de Sabugal, Alfayates y Castelo Rodrigo y de toda la comarca de Ribacoa, que pertenecían a Sancho de Castilla, el rey de Portugal abandonó Castilla y regresó con su ejército a Portugal, lo que supuso, como señaló César González Mínguez, «un duro golpe» para los enemigos de Fernando IV, ya que el infante Juan regresó a tierras de León, y Alfonso de la Cerda a Aragón, permitiendo a la reina María de Molina, que quedó sorprendida y apesadumbrada por la pérdida de las villas de Sancho de Castilla, lanzar una ofensiva contra ellos en el otoño de 1296.
 

Manuel García Fernández afirmó que la reina supo sacarle partido a la ocupación por los portugueses de algunas de las villas de Sancho de Castilla utilizando sus grandes dotes para la diplomacia, y el mismo historiador señaló que en las Cortes de Cuéllar de 1297 Sancho de Castilla y su madre solicitaron a la reina María de Molina que negociase con el rey Portugal para que les devolviera los señoríos que este les había arrebatado, o para que ella les concediera algo a modo de compensación por los grandes territorios que habían perdido.

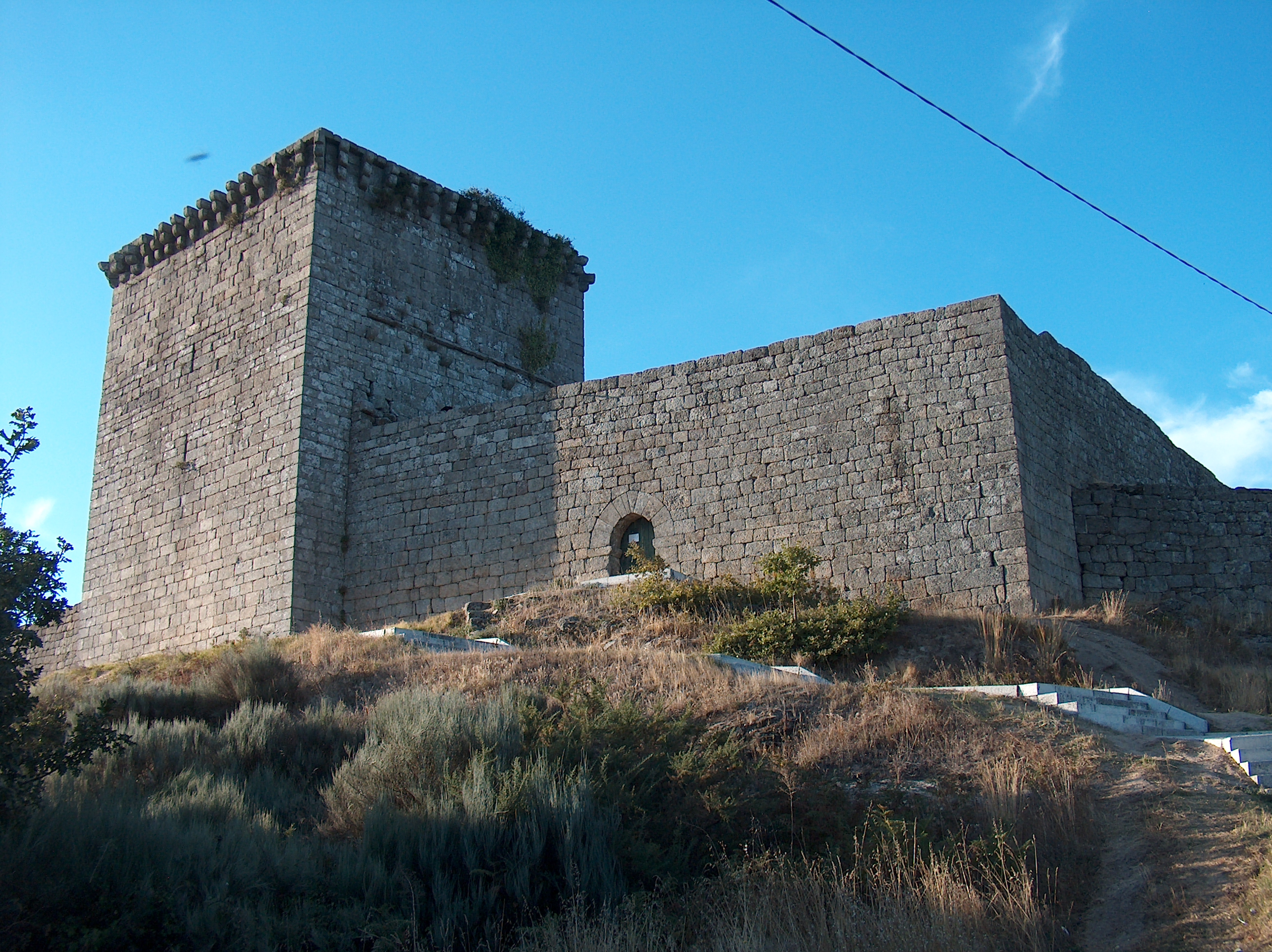
Castillo de Monforte de Rio Livre, en Portugal, que perteneció a Sancho de Castilla y posteriormente pasó a manos del rey Dionisio I de Portugal.

Según el cronista portugués Rui de Pina, autor de la Chronica del Rey D. Dinis, este monarca ocupó toda la comarca de Ribacoa porque su propietario, Sancho de Castilla, se había negado a ayudar a Dionisio I de Portugal, del que era vasallo, en su campaña por tierras castellanas a pesar de que había recibido de él «sua contia», es decir, su soldada. Y el historiador Francisco Brandão afirmó lo mismo que el cronista Rui de Pina en su obra Monarchia Lusitana, aunque justificó esa conquista por parte de los portugueses aduciendo que en los reinos de León y Galicia y también en Andalucía les habían arrebatado numerosas posesiones. Sin embargo, Manuel González Jiménez afirmó que desconoce en qué documentos se basaron esos historiadores portugueses para formular tal hipótesis, y consideró la afirmación de Rui de Pina como una invención que tal vez trataba simplemente de justificar la ocupación portuguesa de todos esos territorios, por lo que en su opinión el rey Dionisio I de Portugal:

...anticipándose a los acontecimientos y desarrollando un plan ya esbozado, ocupó pura y llanamente unos territorios de gran valor estratégico que iban a ser la mejor pieza de canje en el futuro tratado de paz de Alcañices, que empezó a gestarse en la primavera de 1297.

Y a pesar de que la Crónica de Fernando IV da a entender que Sancho de Castilla perdió todas esas villas y fortalezas por culpa de su madre o porque esta hubiera alcanzado un acuerdo con el rey de Portugal, Luis de Salazar y Castro consideró poco probables esas afirmaciones, ya que el día 28 de agosto de 1297, pocos días antes de la firma del Tratado de Alcañices, el rey Fernando IV cedió a su primo Sancho de Castilla y a su madre Margarita de Narbona para compensarles por todo lo que habían perdido las villas y castillos de Galisteo, Granadilla y Miranda del Castañar a cambio de las villas y fortalezas de Sabugal, Alfaiates, Vilar Mayor, Castelo Bom, Almeida, Castelo Rodrigo, Castelo Melhor y Monforte de Rio Livre, al norte de Chaves, que estaban situadas en la comarca de Ribacoa y antes de pertenecer a Sancho de Castilla habían pertenecido a su padre, el infante Pedro. Y el historiador Humberto Baquero Moreno afirmó que con esa donación a Sancho de Castilla y a su madre los tutores del rey Fernando IV pretendían legitimar sus derechos sobre las tierras de la zona de Ribacoa que ya desde 1286 se encontraban en manos de Dionisio I de Portugal, ya que de ese modo podrían negociar con este último un tratado de paz.

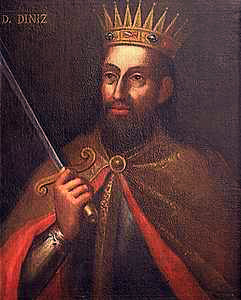
Retrato imaginario del rey Dionisio I de Portugal.

Las villas de Castelo Bom, Castelo Rodrigo, Castelo Melhor y Alfaiates eran las más importantes que Sancho de Castilla poseía en la zona de Ribacoa, y en opinión de González Jiménez, las negociaciones que precedieron al Tratado de Alcañices, rubricado por los reinos de Castilla y Portugal el día 12 de septiembre de 1297, no debieron ser «demasiado complejas», debido entre otros factores, a que ya desde mediados de 1296 el monarca lusitano controlaba la comarca de Ribacoa, lo cual facilitó en gran medida, según dicho historiador, las negociaciones entre castellanos y portugueses.
Con la firma del Tratado de Alcañices, que ha sido calificado por numerosos historiadores como un triunfo rotundo de los portugueses, las fronteras entre Portugal y Castilla quedaron firmemente establecidas, y el rey Dionisio I de Portugal renunció a cualquier otra reclamación territorial y recibió, entre otros, los lugares de Ouguela, Moura, San Felices de los Gallegos, Serpa, Olivenza, Campomayor y todos los lugares de los que se había apoderado en la comarca de Ribacoa, y Fernando IV mantuvo la posesión sobre los lugares de Valencia de Alcántara, Ayamonte, Aracena, Esparragal, Herrera y Aroche. Y por otra parte, también quedó establecido que el rey de Castilla se casaría con Constanza de Portugal, hija del rey Dionisio I, y que el infante Alfonso de Portugal, hijo y heredero del anterior, se casaría con la infanta Beatriz de Castilla, hija de la reina María de Molina y hermana de Fernando IV.
En la firma del Tratado de Alcañices, donde quedó establecido que la parte leonesa de Ribacoa quedaría en manos de los portugueses, estuvieron presentes los más destacados nobles castellanos, incluyendo a Sancho de Castilla el de la Paz, Diego López V de Haro, señor de Vizcaya, la mayoría de los obispos portugueses, el obispo de Tuy, y también el rey Fernando IV, la reina María de Molina, y los infantes Enrique, Pedro y Felipe, siendo algunos de ellos, como en el caso de Sancho de Castilla, mencionados en el encabezamiento del tratado, como ya señalaron algunos autores:

Yo el rey don Fernando, el sobredicho, con conseio e con otorgamiento e por obtoridat de la reynna donna María, mi madre, e del infante don Enrique, mi tío e mío tutor e guarda de míos regnos, e de los infantes don Pedro e don Felype, míos hermanos, e de don Sancho, fijo del infante don Pedro, e de don Johán, obispo de Tuy, e de don Johán Fernández, adelantado de Gallizia, e de don Fernán Pérez Ponce, maestre de Alcántara, e de don Esteuan Pérez, e de don Tello, justicia mayor de mi casa, e de otros ricos omnes, e omnes bunos de mis regnos, e de la Hermandat de Castiella e de León, e de los conceios dessos regnos, e de mi corte.

El día 13 de octubre de 1297, poco después de la firma del Tratado de Alcañices, Sancho de Castilla confirmó el privilegio por el que su primo Fernando IV entregaba el señorío de Sanlúcar de Barrameda al célebre defensor de Tarifa, Guzmán el Bueno. Y poco después de que finalizaran las Cortes de Valladolid de 1300, el infante Juan de Castilla se reconcilió con su sobrino Fernando IV y el día 26 de junio de ese mismo, en Valladolid, le devolvió todos los lugares de los que se había apoderado durante la guerra civil, incluyendo la ciudad de León, y recibió a cambio numerosas villas y las soldadas que le correspondían. Y el día 6 de diciembre de 1301 Fernando IV cumplió 16 años y alcanzó la mayoría de edad, y en esas fechas se hicieron públicas en Castilla las bulas por las que el papa Bonifacio VIII legitimaba el matrimonio de María de Molina con el difunto Sancho IV, siendo considerados desde entonces legítimos todos los hijos que tuvieron, incluyendo al propio Fernando IV.
El historiador Gervasio Velo y Nieto afirmó que en 1301 Margarita de Narbona aún gobernaba y administraba junto con su hijo Sancho las posesiones de este, ya que el día 12 de agosto de ese mismo año tanto él como su madre se comprometieron a devolver al obispo de Coria todos los heredamientos, rentas, derechos y diezmos o primicias de los que se habían apoderado ilegalmente, y el documento en el que Sancho de Castilla y su madre se comprometieron a llevar a cabo esa devolución fue publicado íntegramente por Antonio Benavides en el tomo segundo de sus Memorias de Don Fernando IV de Castilla.

### Actuaciones durante el reinado de Fernando IV (1302-1312)

Escudo de armas del infante Juan de Castilla, hijo del rey Alfonso X y tío carnal de Sancho de Castilla.

En enero de 1302, poco después de haber alcanzado la mayoría de edad, Fernando IV contrajo matrimonio en Valladolid con la infanta Constanza de Portugal, hija del rey Dionisio I de Portugal. Y el día 27 de julio de 1302 Sancho de Castilla fue uno de los confirmantes de los privilegios, otorgados mientras se celebraban las Cortes de Burgos de 1302, por los que Fernando IV confirmó a las ciudades de Palencia y Carrión de los Condes todos sus fueros y privilegios.  Y Sancho de Castilla también confirmó el privilegio, otorgado el día 14 de enero de 1303, por el que Fernando IV concedía diversas franquezas a los habitantes del castillo de Espejo, que en esos momentos pertenecía a Pay Arias de Castro.
El día 8 de agosto de 1304, en el municipio zaragozano de Torrellas, el infante Juan de Castilla, el rey Dionisio I de Portugal y el obispo de Zaragoza, Jimeno de Luna, pronunciaron la célebre Sentencia arbitral de Torrellas en nombre de los reyes de Castilla, Aragón y Portugal, aunque sus cláusulas también fueron aprobadas por el rey Muhammad III de Granada. Y con dicha sentencia se puso fin a las diferencias entre Fernando IV y Jaime II de Aragón por las fronteras del reino de Murcia, que serían revisadas nuevamente en 1305, y también a la reclamación del trono castellano por parte de Alfonso de la Cerda, primo de Fernando IV.
Y seis días antes de que fuera emitida la Sentencia arbitral de Torrellas, el día 2 de agosto de 1304, Sancho de Castilla, al igual que el infante Alfonso de Aragón, hijo de Jaime II, Juan Alfonso de Haro, señor de los Cameros, Fernán Ruiz de Saldaña, Rodrigo Álvarez de las Asturias y el adelantado mayor de Castilla rindieron homenaje al infante Juan de Castilla, que había sido nombrado procurador por Jaime II de Aragón, y se comprometieron a guardar y cumplir la sentencia que dicho infante otorgaría junto con el obispo de Zaragoza y el rey de Portugal.
El día 19 de abril de 1305 Sancho de Castilla y el maestre de la Orden de Calatrava, Garcí López de Padilla, nombraron como árbitros al maestre de la Orden de Alcántara, Gonzalo Pérez Gallego, y al mayordomo de Sancho de Castilla, llamado Juan Alfonso, para que ambos intentaran alcanzar un acuerdo sobre la posesión del castillo de Cabra, que era reclamado por los primeros. Y Sancho de Castilla y el maestre de Calatrava se comprometieron a comparecer en un juicio que se celebraría en Perales el día de San Miguel para resolver el litigio bajo pena de que se les impusiera una sanción de 50.000 maravedís. Y el día 15 de mayo de ese mismo año Sancho de Castilla confirmó el privilegio, otorgado durante las Cortes de Medina del Campo de 1305, por el que Fernando IV concedía diversas mercedes a los habitantes de Buitrago y a varios lugares del reino a petición de los procuradores reunidos en las Cortes.

En octubre de 1307 comenzó el asedio del castillo de Tordehumos, donde se había refugiado Juan Núñez II de Lara, que poco antes se había rebelado contra Fernando IV. Y Sancho de Castilla participó en el asedio al lado del rey al igual que su hermanastro Sancho Pérez de Paz, según Manuel Villar y Macías, que también afirmó que en dicho asedio participaron los caballeros salmantinos Juan Alfonso de Benavides y Alfonso Pérez Corcho. Y en la Crónica de Fernando IV consta que Sancho de Castilla acudió acompañado de «muy buena gente de cavalleros é de omes de á pie», y que Fernando IV comenzó a asediar esa fortaleza con trescientos caballeros, aunque poco después se le unieron las fuerzas de Diego López V de Haro, señor de Vizcaya, Rodrigo Álvarez de las Asturias, Fernán Ruiz de Saldaña, y Juan Osórez, maestre de la Orden de Santiago, siendo los últimos en incorporarse el infante Juan de Castilla y su hijo y heredero, Alfonso de Valencia, que era primo hermano de Sancho de Castilla.

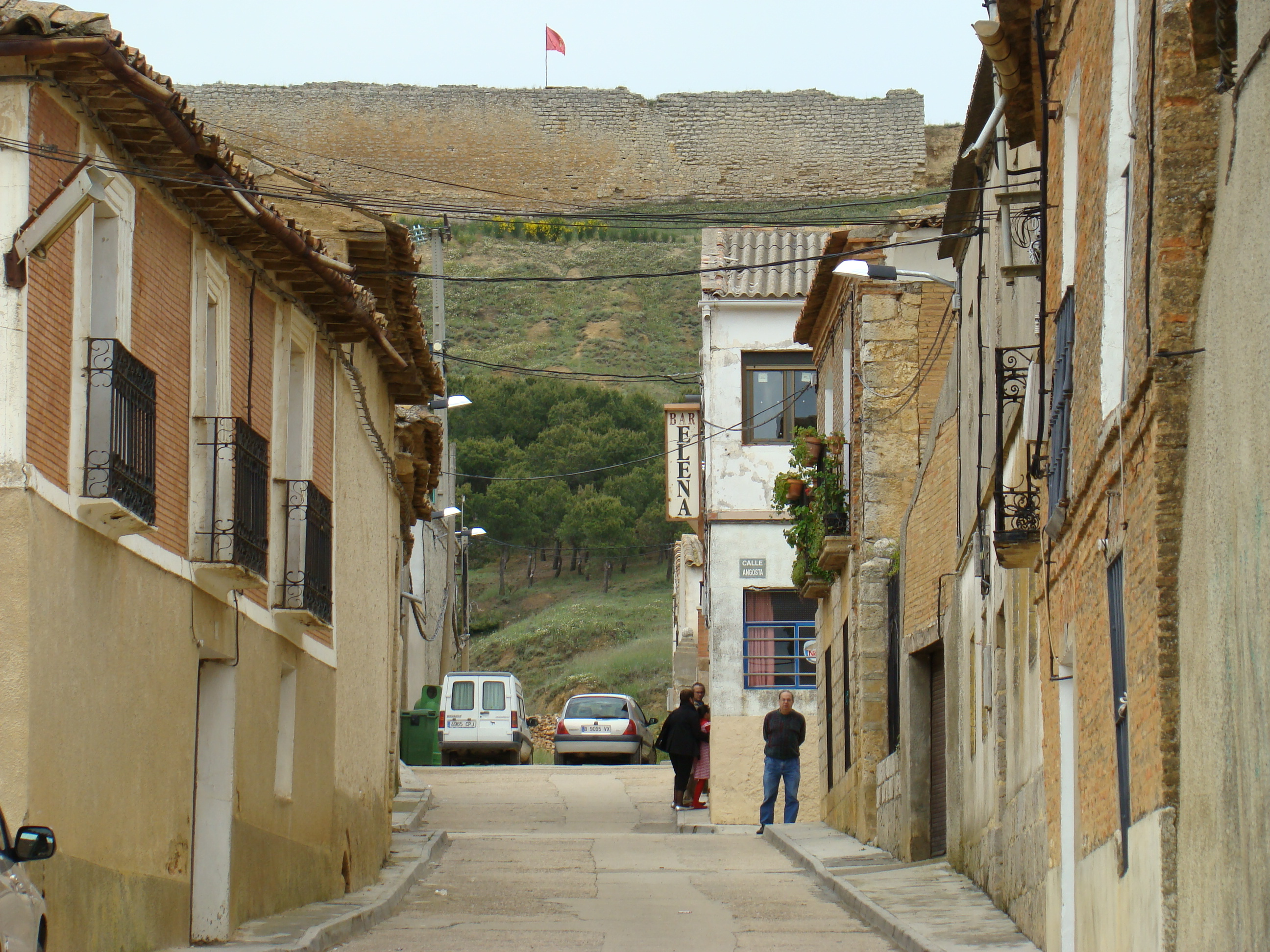
Vista del municipio de Tordehumos. Al fondo de la imagen se ven los restos del castillo de la localidad, que fue asediado por Fernando IV entre finales de 1307 y principios de 1308.

Sin embargo, a los pocos días de haber comenzado el asedio de Tordehumos, los ricoshombres y caballeros que participaban en él reclamaron al rey el pago de sus soldadas alegando, como señaló la Crónica del rey, «que así lo podrían ellos mejor servir», y el monarca, que poco antes había obtenido la concesión de tres servicios en las Cortes de Valladolid de 1307, se vio obligado a ordenar la recaudación de otros cinco servicios más, aunque el historiador César González Mínguez destacó que cuando los nobles cobraron sus soldadas no intentaron «estrechar el cerco de Tordehumos», sino que optaron por intentar negociar con los sitiados.
Poco después Juan Núñez II de Lara propuso al rey varias condiciones de paz para poder abandonar su reino, y como garantía de que este cumpliría el hipotético acuerdo, exigió que los infantes Juan, Pedro y Felipe, Pedro Ponce de León, Fernán Ruiz de Saldaña, García Fernández de Villamayor, Rodrigo Álvarez de las Asturias y el maestre de la Orden de Santiago hicieran junto con él «jura y homenaje» de que en caso de que el monarca quebrantase el acuerdo todos ellos le abandonarían junto con sus vasallos, aunque el rey no aceptó la proposición, al entender que quedaría a merced de los nobles, y ordenó estrechar aún más el cerco.
Al final, y después de que numerosos magnates desertaran y abandonaran Tordehumos junto con sus tropas, el rey se vio obligado a negociar con Juan Núñez II de Lara. Y en el acuerdo de paz que suscribieron este último y Fernando IV quedó establecido que aquel volvería a ser vasallo del rey y que conservaría todas sus tierras, a excepción de las que tenía en La Bureba y La Rioja, que seguirían estando en poder de Diego López V de Haro. Y el asedio concluyó a principios de febrero de 1308.
 

Durante el reinado de Fernando IV, Sancho de Castilla continuó ocupando el primer lugar de la cuarta columna, que correspondía a los ricoshombres leoneses, cuando confirmaba en los privilegios emitidos por el rey, y siempre lo hacía como «Don Sancho fijo del Infante Don Pedro conf.», como señaló Luis de Salazar y Castro. Y el día 23 de julio de 1308 Sancho de Castilla fue uno de los confirmantes del privilegio por el que Fernando IV concedía a la infanta Blanca de Portugal, hija de Alfonso III de Portugal y señora del monasterio de las Huelgas de Burgos, las salinas de Añana y Poza de la Sal a cambio de las de Compas.

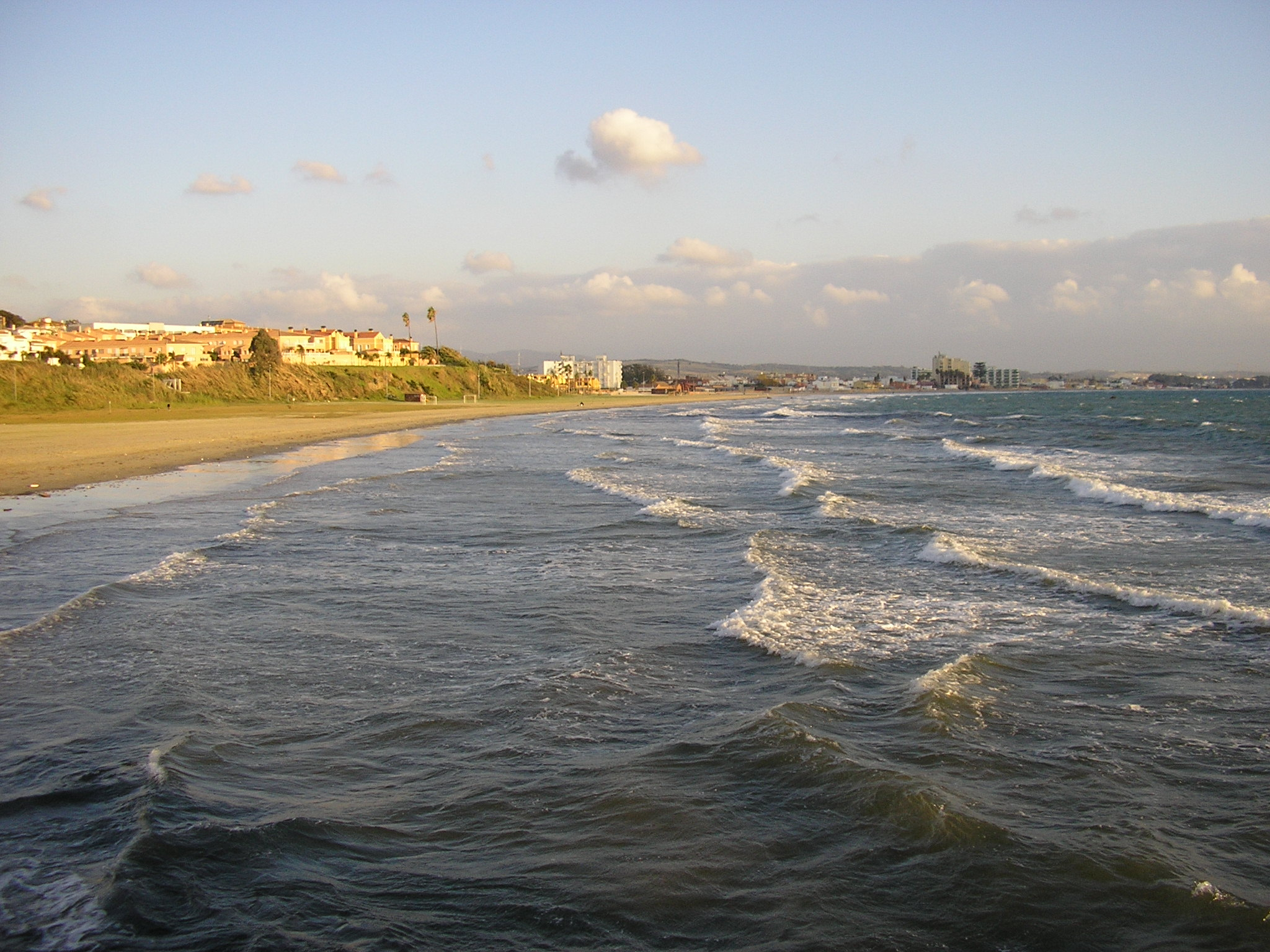
Playa del Rinconcillo en Algeciras. (Provincia de Cádiz).

El día 20 de febrero de 1309 Sancho de Castilla confirmó el privilegio por el que Fernando IV concedía a la Orden de Calatrava la mitad de los servicios que correspondían al rey y que eran recaudados entre los vasallos de la Orden, así como la mitad de los servicios que se recaudaran entre los vasallos que la Orden tenía en las propiedades de infantes, ricoshombres, caballeros o dueñas. Y en el mismo privilegio, y por detrás de Sancho de Castilla, aparecían entre los confirmantes Pedro Fernández de Castro, nieto de Sancho IV, y Pedro Ponce de León, bisnieto de Alfonso IX de León.
Sancho de Castilla también participó, según Manuel Villar y Macías, en el sitio de Algeciras, que comenzó a finales de julio de 1309 y finalizó en enero de 1310 sin haber conseguido la conquista de la plaza. Y dicho historiador también afirmó que en dicho asedio participaron los caballeros salmantinos Juan Alfonso de Benavides y Alfonso Pérez Corcho.
 

Jaime de Salazar y Acha señaló que debido a su condición de hijo de un infante de Castilla, Sancho de Castilla fue, al igual que los infantes de la Cerda, Alfonso de Valencia, Juan el Tuerto o el célebre escritor Don Juan Manuel, que eran todos nietos de un rey, uno de los personajes más poderosos e influyentes del reino debido a su linaje y a sus enormes posesiones. Y el día 21 de julio de 1310 Sancho confirmó el privilegio por el que su primo Fernando IV entregaba a Alfonso Fernández de Córdoba, que en esos momentos era adelantado mayor de la frontera de Andalucía en nombre del infante Juan de Castilla, la villa y el castillo de Alcalá de los Gazules con la condición de que mantuviera permanentemente en la fortaleza 150 hombres de armas para poder luchar contra los musulmanes. E inmediatamente por detrás de Sancho de Castilla también aparecen entre los confirmantes del mismo privilegio Alfonso de Valencia y Juan el Tuerto, hijos del infante Juan, Fernando Díaz de Haro, Pedro Fernández de Castro y Rodrigo Álvarez de las Asturias.

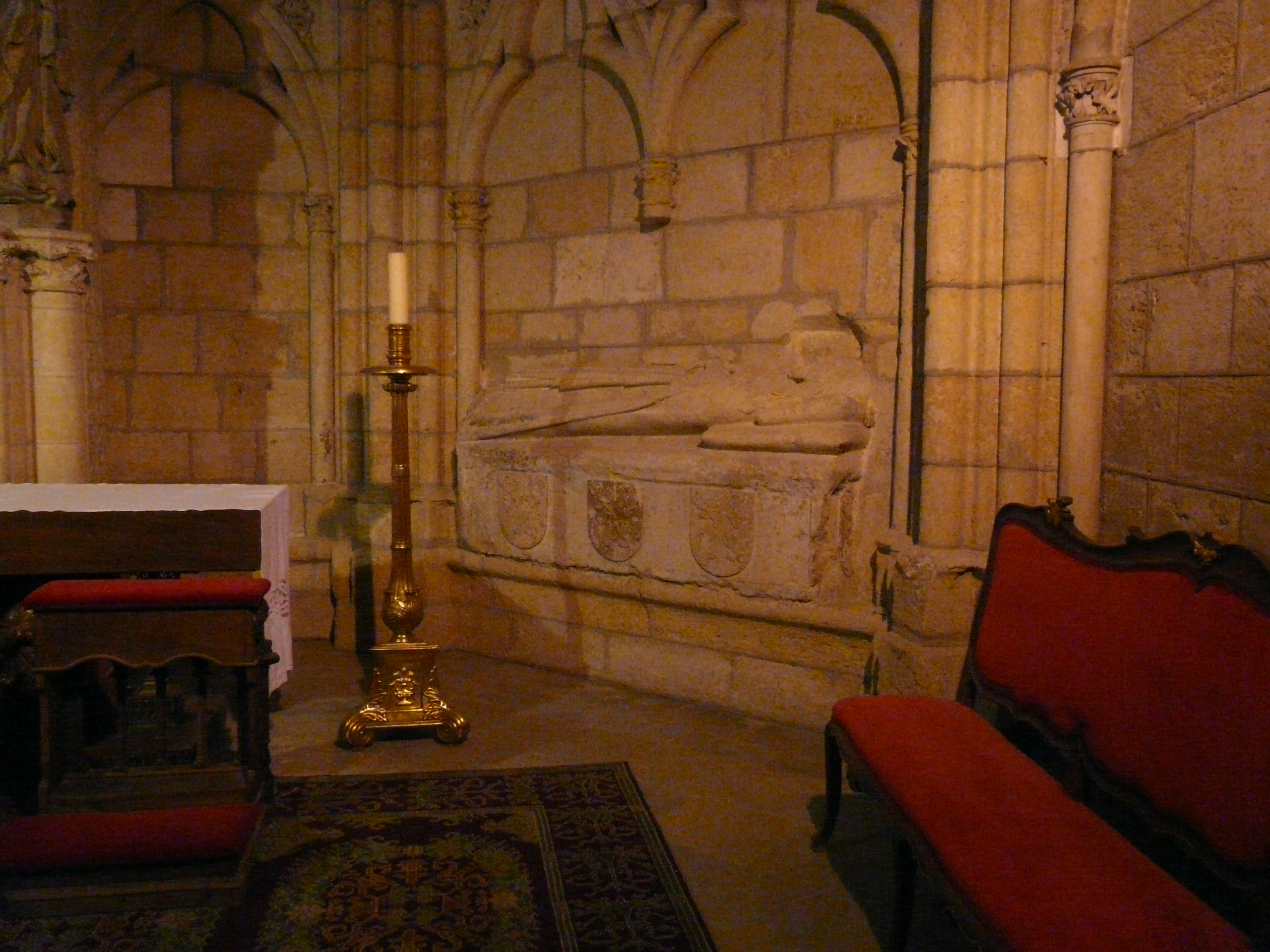
Sepulcro de Alfonso de Valencia, hijo del infante Juan y primo de Sancho de Castilla. (catedral de León).

El día 22 de enero de 1311 Fernando IV planeó asesinar al infante Juan en Burgos, pero este fue avisado por la reina María de Molina de las intenciones del rey y consiguió escapar, refugiándose con sus hijos y con algunos caballeros en Saldaña, que pertenecía a Fernán Ruiz de Saldaña, que también había huido de Burgos junto al infante Juan y sus acompañantes. Y el día 29 de enero de 1311 el rey privó al infante Juan del cargo de adelantado mayor de la frontera de Andalucía y se lo entregó a Juan Núñez II de Lara, que en esos momentos apoyaba al monarca, y ese mismo día el rey le arrebató al infante Juan el señorío de Vizcaya y otras posesiones y se las entregó a Lope Díaz de Haro, que era hijo del difunto Diego López V de Haro y alférez del rey en esos momentos.
Y el rey también les confiscó a Sancho de Castilla, a los hijos del infante Juan, y a Fernán Ruiz de Saldaña, todas las tierras que les había entregado, aunque hay constancia de que el día 24 de febrero de 1311 Sancho de Castilla reconoció a los habitantes de Ledesma sus fueros y libertades, les eximió del pago de pechos y les permitió que tuvieran armas y caballos. Sin embargo, el infante Juan movilizó a sus partidarios, entre los que figuraban Sancho de Castilla, Don Juan Manuel y Juan Alfonso de Haro, señor de los Cameros, según consta en la Crónica de Fernando IV:

É otrosi D. Juan Alonso de Haro, que era amigo del infante D. Juan, quando sopo esto que le acaesciera con el rey en Burgos, tovolo por mal é pèsole ende mucho, é ayunto gente é vino á Najara é estudo y bien quince días fasta que ovo mandado del infante D. Juan que estaba ya en salvo, é que avia bastecido sus villas é castillos, é el que estoviese presto para quier que le fuese menester. É otrosi D. Sancho, fijo del infante D. Pedro, que era amigo del infante D. Juan, fiso eso mesmo.

Y debido al peligro que representaban para la seguridad del reino los numerosos partidarios del infante Juan, Fernando IV se vio obligado a negociar con ellos y en marzo de 1311 se entrevistó con el infante Juan en la iglesia de Santa María la Mayor de Villamuriel de Cerrato, y tras quince días de conversaciones ambos alcanzaron un acuerdo gracias a la mediación de la reina María de Molina.

### Actividad constructora y testamento

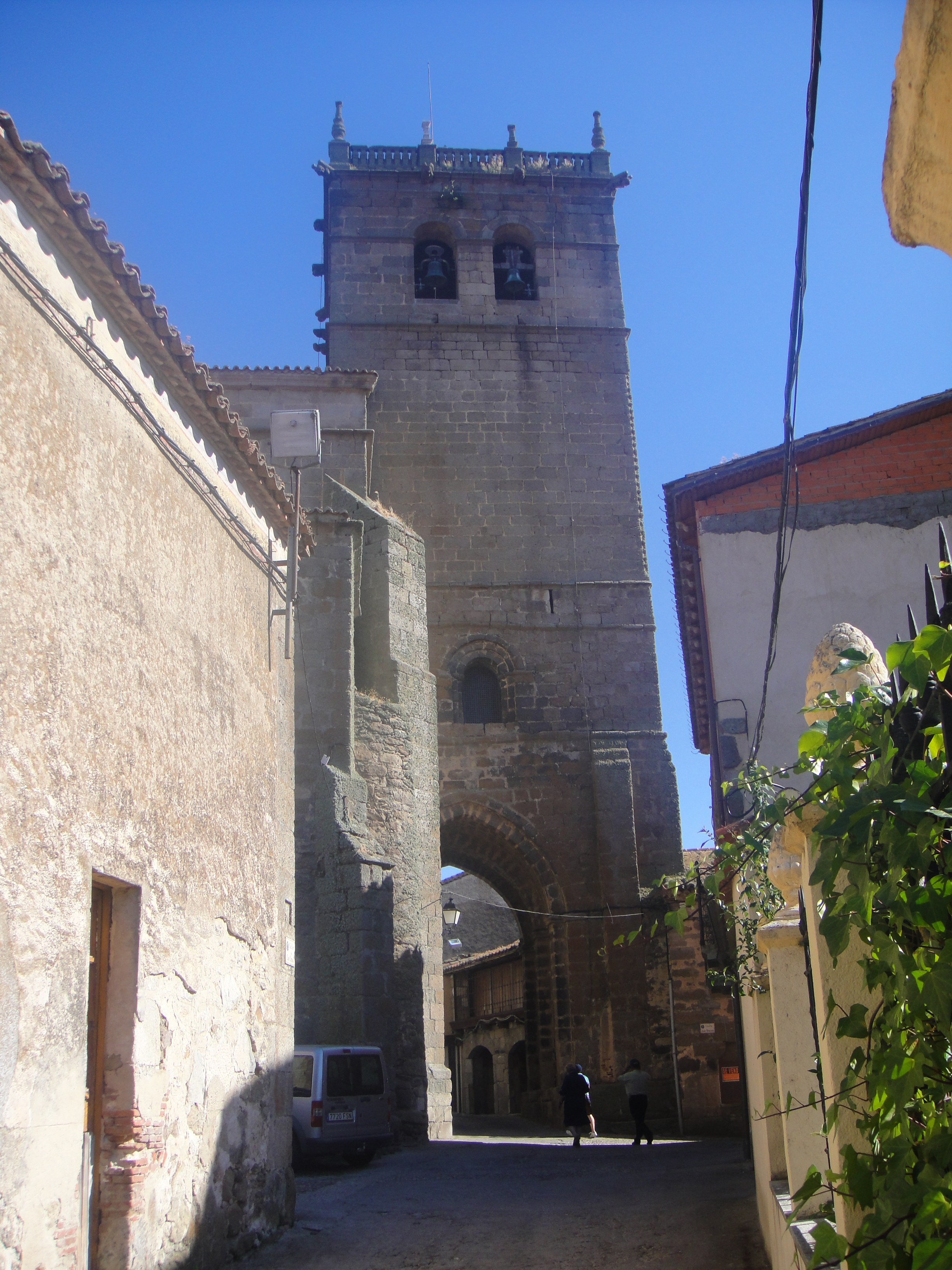
Torre de la iglesia de Santa María la Mayor de Ledesma.

José Luis Martín señaló que el castillo de Ledesma posiblemente fue construido a finales del siglo XIII o bien por Sancho de Castilla o por su padre, el infante Pedro. Y Bernardo Dorado afirmó que Sancho dejó muestras de su generosidad tanto en Ledesma, donde comenzó a edificarse a sus expensas la iglesia de Santa María la Mayor, como en los lugares de El Cubo de Don Sancho y Monleras. Y en esta última población, según Bernardo Dorado, Sancho de Castilla tenía su palacio y residencia, y en ella comenzó a construirse por su voluntad una iglesia que quedó inacabada a causa de su muerte, aunque en la actualidad, como señaló Manuel Gómez-Moreno, no se conserva ningún resto del palacio aunque sí algunos que podrían ser de la época de Sancho de Castilla en la iglesia, como la parte inferior de algunos muros y su portada septentrional.
Y antes de morir Sancho fundó una capellanía cuyas rentas estaban situadas en Monleras, que a principios del siglo XVII rentaban 100 ducados, y en su testamento cedió a la aldea de Monleras, según Bernardo Dorado:

...sus yugadas, montes, prados, yerbas, fuentes, bebederos, casas, pocilgas, haceñas y demás provechos, con la carga de pagar al capellán de la villa para que diga ciertas misas por su alma: pagaban al capellan ochenta fanegas de centeno y doscientos reales; en lo antiguo pagaban más.

También conviene señalar que Manuel Gómez-Moreno afirmó que a finales del siglo XIII o principios del siglo XIV Sancho de Castilla ordenó edificar un castillo en Almenara de Tormes, lo que coincide en parte con lo manifestado por otros autores, que señalan que del primitivo castillo del siglo XII debían quedar pocos restos en la época de Sancho de Castilla, ya que este es mencionado en un documento de 1315 como el constructor de la fortaleza, aunque otros aseguran que fue construida por su padre, el infante Pedro.

### Muerte de Sancho de Castilla (1312)

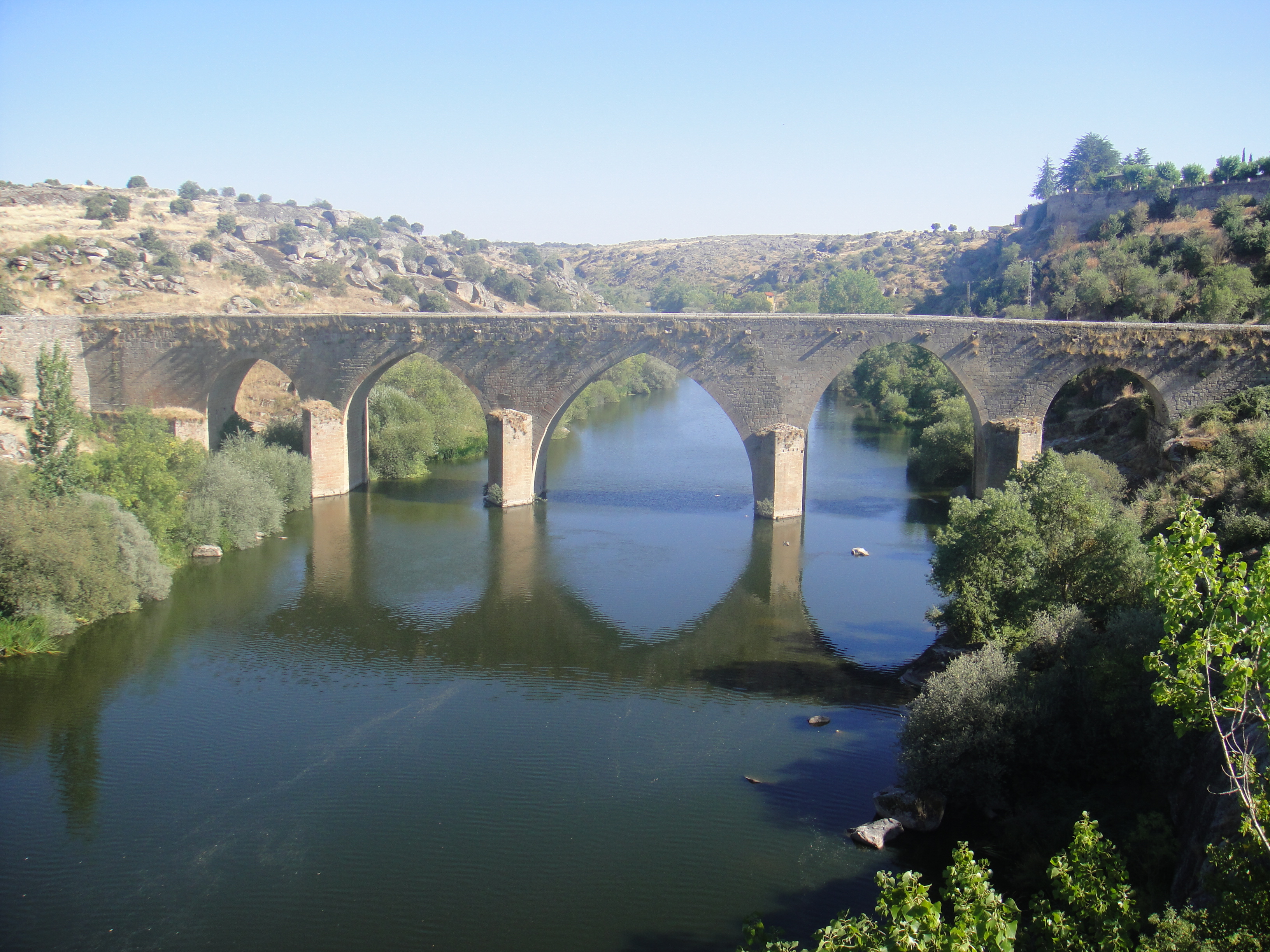
Vista del Puente Viejo de Ledesma.

Sancho de Castilla falleció en 1312, y algunos historiadores señalan que murió en ese año en su villa de Ledesma por causas naturales, y que el obispo de Salamanca, Fray Pedro, le asistió en su enfermedad final y en sus últimos momentos y celebró sus funerales tras haber acudido al Concilio de Vienne. Y aunque algunos autores afirmaron erróneamente que Sancho murió en 1310, su nombre aparece entre los confirmantes del privilegio, otorgado en Valladolid el día 17 de marzo de 1312, por el que Fernando IV devolvía al concejo de la ciudad de Sevilla el castillo de Fregenal de la Sierra, que actualmente está dentro de la provincia de Badajoz.
Y cuando el rey, que se encontraba en Valladolid, fue informado de la muerte de Sancho de Castilla, fue a Ledesma y, por haber fallecido su primo sin dejar descendencia, se apoderó de los señoríos de Ledesma, Salvatierra, Montemayor, Granadilla, Galisteo y Miranda, que de ese modo volvieron a pertenecer al realengo. Sin embargo, la viuda de Sancho de Castilla, llamada Juana, intentó que todas esas posesiones fueran parar a manos de su hijo Pedro, que según ella había nacido de su matrimonio con Sancho, ya que Alfonso X había establecido que el señorío de Ledesma correspondería a los descendientes legítimos de su hijo, el infante Pedro, y le había cedido esa villa con ciertas condiciones.

Pero como había sospechas de que el niño llamado Pedro no era hijo de Sancho de Castilla, propusieron a Juana, según consta en la Crónica de Fernando IV, que hiciera la prueba del hierro candente para que demostrara la veracidad de su afirmación, aunque ella, como señaló José Luis Martín, quizá para ganar tiempo y para encontrar «alguna salida airosa», propuso que esa prueba se realizara en Valladolid y en presencia de la reina María de Molina. Sin embargo, al llegar a Valladolid se vio obligada a enfrentarse al rey, a la madre de este y a otros elevados personajes del reino, y el día 3 de junio de 1312 firmó una declaración en Valladolid en la que reconocía que el niño llamado Pedro no era hijo suyo ni de Sancho de Castilla, y que se había visto obligada a llevar a cabo ese fraude por presiones de su marido, ya que según ella este la había amenazada con matarla o abandonarla si no participaba en el engaño, siendo todo ello relatado en el capítulo XVIII de la Crónica de Fernando IV:

E el rey estando en Valladolid, llegole mandado de como D. Sancho, su cormano, fijo del infante D. Pedro, era muerto, é porque andava uno por su fijo de D. Sancho que non lo era, que él que fincava por eredero de las villas é de los lugares que D. Sancho avia, que son estos: Ledesma, Salvatierra, Miranda, Montemayor, Granadilla, Galisteo; é otrosi porque el rey tenia que D. Alfonso, fijo del infante D. Fernando, non le toviera el pleito que avia puesto con él, acordó de le tomar Alva é á Béjar é todos los otros lugares que le avia dados. É el rey salió de Valladolid é fue á Alva é cercóla é pusole engeños é tomóla, é fue luego á Ledesma é falló y á Doña Juana, mujer que fue deste D. Sancho, é que tenia a aquel moço é que desian á él que non era su hijo nin de D. Sancho, é dixeronle a ella que si quería faser salva que tomase un fierro caliente que aquel moço era su fijo de D. Sancho, é que si non se quemase que el rey le dexaría la eredad al moço, é que le faria mucho bien como era derecho; é ella respondió que quería tomar el fierro caliente que aquel moço era fijo de D. Sancho é suyo della, mas que le quería tomar en Valladolid ante la reyna Doña Maria su madre: é con todo esto las villas diieronse luego al rey, é el rey vinose luego para Valladolid é esta Doña Juana con él; é desque y llegó dixo la Doña Juana que non quería tomar el fierro, é vino á conoscer en público ante todos, y estando escrivanos públicos, que aquel moço non era su fijo nin de D. Sancho, é por esta rason fincó el rey con estas villas.

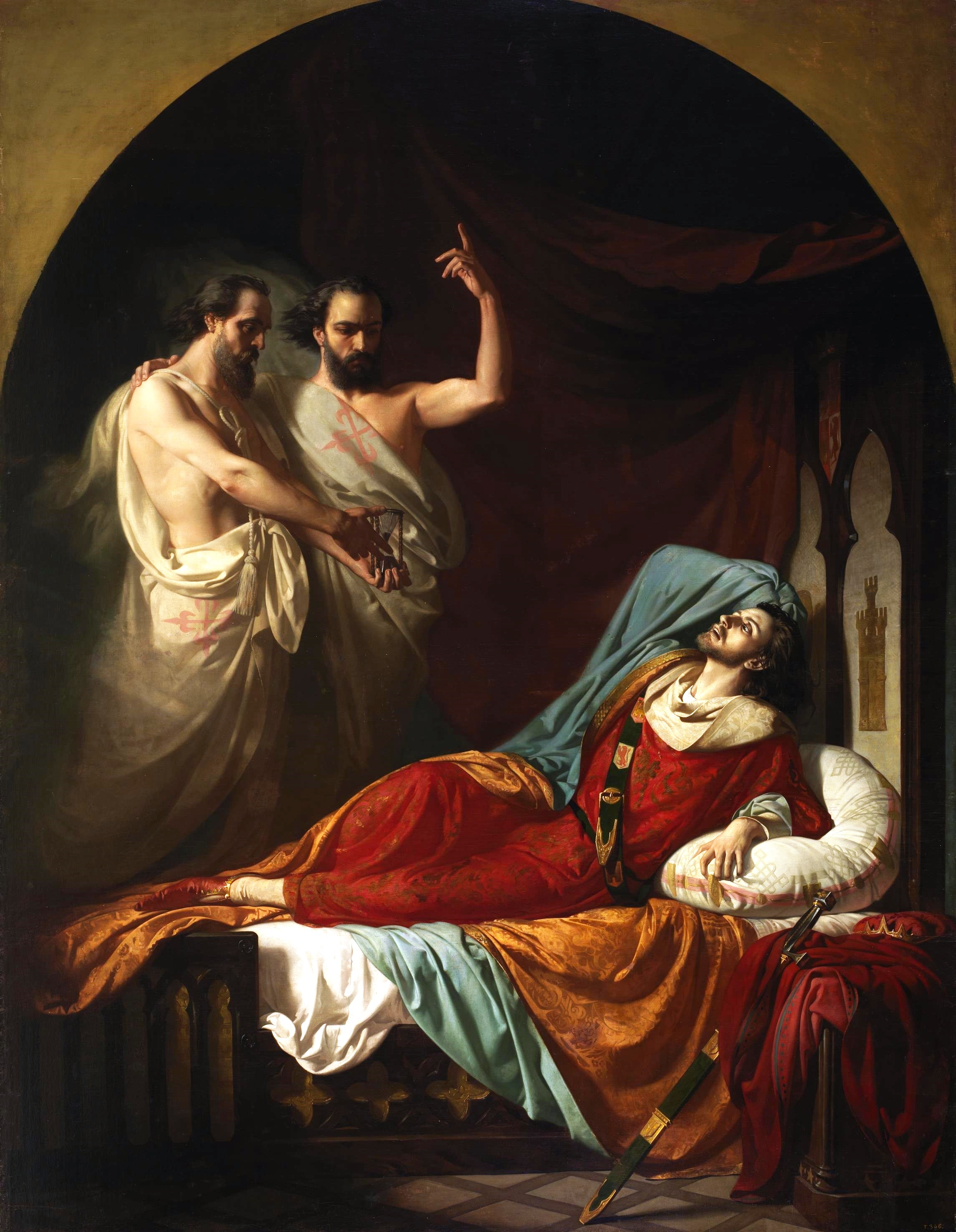
Últimos momentos de Fernando IV el Emplazado. Óleo sobre lienzo de José Casado del Alisal. 1860. (Palacio del Senado de España).

Y en la declaración en la que Juana reconocía no haber tenido ningún hijo con Sancho de Castilla, que provocó que las posesiones de este último volvieran a la Corona, figuraron como testigos, entre otros notables, Tello Alfonso de Meneses, bisnieto de Alfonso IX de León, García Fernández de Villamayor, Arias Pérez Pardo, deán de la catedral de Santiago de Compostela, Fernán Gómez de Toledo, camarero mayor del rey Fernando IV, y el obispo de Lugo, Fray Juan, aunque el historiador Vicente de la Fuente afirmó que tal vez dicha declaración fue obtenida mediante coacción, ya que el rey deseaba ardientemente que todos los señoríos de su primo Sancho volvieran al realengo.
Además, el día 3 de junio de 1312 Sancho Pérez de Paz, hermanastro de Sancho de Castilla, solicitó en Valladolid que se le expidiera una copia de la declaración en la que su cuñada Juana reconocía no haber tenido un supuesto hijo llamado Pedro.
En el momento de la muerte de Sancho de Castilla, como señaló César González Mínguez, y sobre todo desde que se reunieron las Cortes de Valladolid de 1312, la autoridad de Fernando IV, que falleció en septiembre de ese mismo año, se estaba robusteciendo tras varios años de inestabilidad, y numerosos territorios estaban reincorporándose al realengo. Y el día 17 de junio de 1312, en Salamanca, Fernando IV confirmó a la villa de Ledesma todos los privilegios, mercedes y franquicias de los que ya disfrutaba cuando era señor de la villa el infante Pedro, fallecido en 1283, y también confirmó la jurisdicción de Ledesma sobre todas las aldeas de su término a excepción de la de Almenara de Tormes, que fue separada de aquella y elevada a la categoría de villa por el rey.

## Sepultura

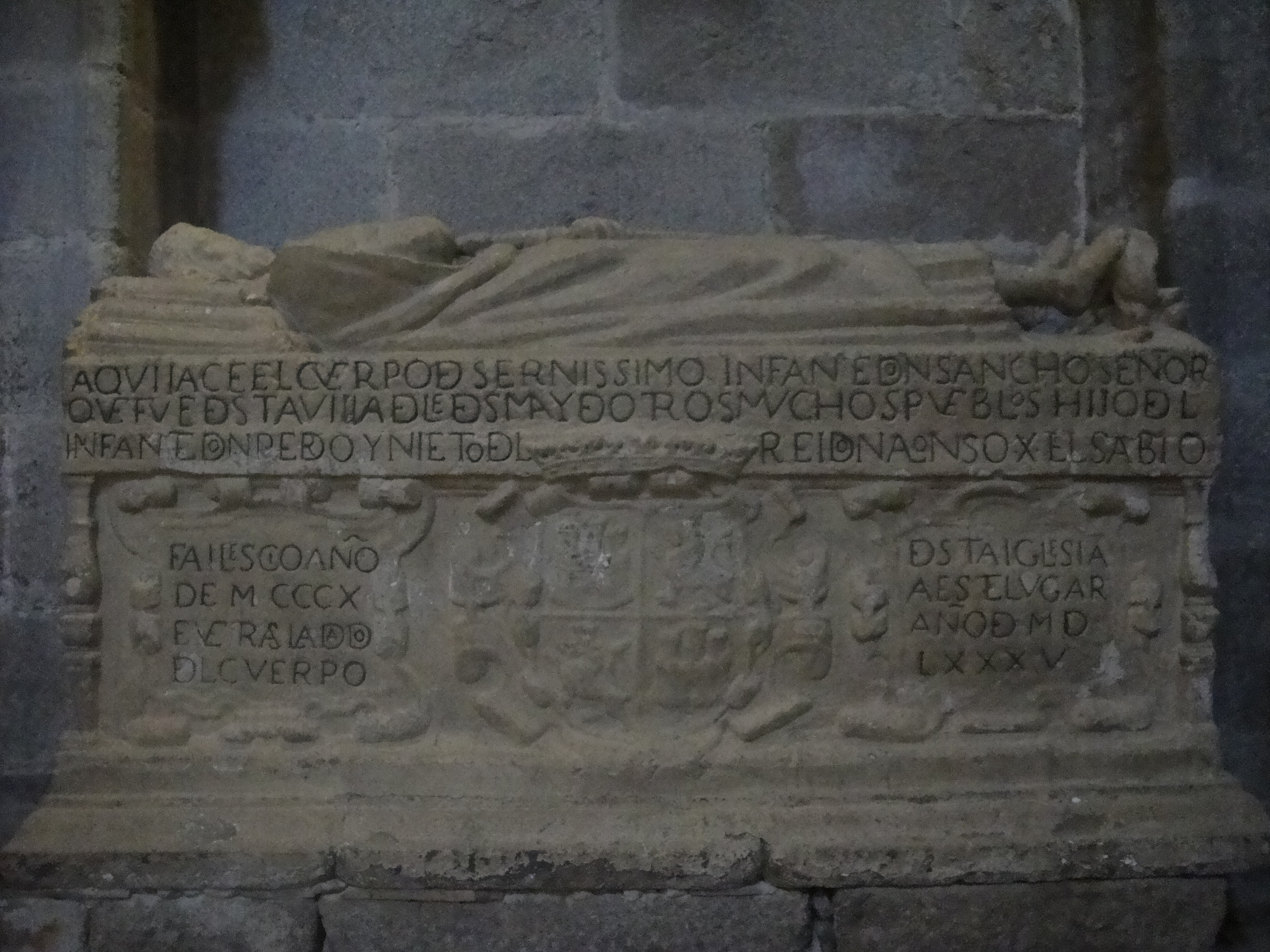
Sepulcro de Sancho de Castilla en la iglesia de Sta. María la Mayor de Ledesma. (Provincia de Salamanca).

Sancho de Castilla fue sepultado, según la mayoría de los historiadores, en la iglesia de Santa María la Mayor de Ledesma, pero otros afirmaron que fue enterrado en el claustro del desaparecido convento de San Francisco de Salamanca y que el enterrado en Ledesma era su hermanastro Sancho Pérez de Paz. Sin embargo, en la iglesia de Santa María la Mayor de Ledesma aún se conserva en la actualidad un sepulcro que según la mayoría de los historiadores contiene los restos mortales de Sancho de Castilla el de la Paz, y en él aparece esculpido el siguiente epitafio:

AQVI YACE EL CVERPO DEL SERENISSIMO INFANTE DON SANCHO, HIJO DEL INFANTE DON PEDRO Y NIETO DEL REY DON ALONSO EL SABIO, SEÑOR QVE FVE DESTA VILLA Y DE OTROS MVCHOS PVEBLOS. FALLECIO AÑO M.CCC.X.

El sepulcro de Sancho de Castilla, realizado en piedra, está colocado en el lado de la Epístola de la capilla mayor de la iglesia de Santa María la Mayor de Ledesma, aunque la tapa y la urna sepulcral corresponden a periodos distintos, ya que aquella es del siglo XIV, y la urna fue repuesta en 1585 por encontrarse rota. Y fue en esta última fecha cuando el sepulcro, que se encontraba en la parte central de la iglesia, fue trasladado a la capilla mayor. Además, el lateral de la urna está adornado con un escudo de Castilla y León, y sobre la tapa del sepulcro está colocada la estatua yacente que representa al difunto con espada en sus manos, luciendo barba y vestido con una larga túnica.

## Matrimonio y descendencia
Hay constancia de que Sancho de Castilla contrajo matrimonio con una dama llamada Juana, y así consta en la Crónica de Fernando IV y en varios documentos conservados en el Archivo municipal de Ledesma, aunque la Crónica de Alfonso XI, como afirman varios autores, afirmó que se llamaba María y no Juana. Y Manuel Gómez-Moreno afirmó que esta, cuando ya era viuda de Sancho de Castilla, poseía el señorío de Miranda del Castañar, que englobaba varias villas y lugares y actuaba como cabeza de la comarca de la Sierra de Francia, pero José María Monsalvo Antón no incluyó a Juana en su lista de los señores de Miranda del Castañar, elaborada a finales del siglo XX.
Y a pesar de que numerosos historiadores afirman erróneamente que la familia Paz de Salamanca desciende de Sancho de Castilla el de la Paz, hay constancia de que este último falleció en 1312 sin dejar descendencia, y la mayoría de los genealogistas consideran en la actualidad que esa familia salmantina desciende de Sancho Pérez de Paz, hermanastro de Sancho de Castilla.